# 尾崎裕哉
尾崎 裕哉（おざき ひろや、1989年〈平成元年〉7月24日 -　）は、日本のシンガーソングライター。ラジオパーソナリティ。

## 略歴

### 出生
1989年7月24日、東京都出身。

### 渡米
1992年4月25日、2歳の時に父であるシンガーソングライターの尾崎豊が死去。その後5歳頃に母とアメリカ合衆国・ボストンに渡り、15歳頃までを過ごす。そのため英語が堪能である。

### 帰国後
2004年3月24日、父のトリビュート・アルバム『"BLUE" A TRIBUTE TO YUTAKA OZAKI』にTomi YoとCrouching Boys（この作品限りのユニット）にHIRO名義で参加。

### 高校卒業後、慶應義塾大学環境情報学部在学中にラジオパーソナリティとしてデビュー
2010年10月2日、interFMで自身初となるラジオ番組「CONCERNED GENERATION」のDJを担当。
2012年7月28日、フジロックフェスティバル '12で自身が担当するラジオ番組「CONCERND GENERATION 」公開収録時に生演奏を披露。公の場での初ライブパフォーマンスとなった。
2013年、慶應義塾大学大学院メディアデザイン研究科修士課程に入学。
2013年4月、アメリカやイギリスの曲を自ら翻訳し、ポエトリーリーディングする ラジオ番組interFM「Between The Lines」を担当。

### 音楽活動開始
2014年、別名義Capesonとしてインディーズデビュー
2015年3月、慶應義塾大学大学院メディアデザイン研究科修士課程修了。同月「Between The Lines」終了。最終回はこの番組で初めて日本の楽曲を紹介、英語でポエトリーリーディングを披露した。選んだ楽曲は「卒業」（尾崎豊）。
2016年7月16日、TBSテレビ「音楽の日」に生出演。父の楽曲「I LOVE YOU」をカバー。続けて自身のオリジナル曲「始まりの街」をテレビ初披露。9月には、東京・よみうり大手町ホールで自身初のホールコンサートとなる『billboard classics 尾崎裕哉 premium concert―「始まりの歌」―』を開催。ライブ中のMCで「尾崎裕哉」名義としては初の作品となる「始まりの街」を同年9月5日よりトイズファクトリーから配信リリースすることを発表。

### メジャーデビュー

#### 2016年
2016年9月5日、尾崎裕哉名義でメジャー・デビュー。『始まりの街』デジタル配信開始。
2017年2月26日 - 3月24日、初の全国ツアーライブ「LET FREEDOM RING TOUR 2017」を開催。全5都市、福岡・大阪・東京・愛知・新潟で行われた。

#### 2017年
2017年3月11日、初ホールツアー（大阪・東京）開催発表。後日、ツアー名を「SEIZE THE DAY」と改めて発表。同時に東京、大阪公演が早期完売となった為、愛知・千葉の追加公演も発表された。
2017年3月22日、初フィジカル作品（CD)となる「LET FREEDOM RING」が発売される。
2017年9月1日、2nd EP『SEIZE THE DAY』リリースを発表。劇場版アニメ「交響詩篇エウレカセブン ハイエボリューション1」の主題歌『Glory Days』を含む新曲4曲が収録される。
2017年9月15日、2nd EP「SEIZE THE DAY」収録曲 『GLORY DAYS』が先行配信される。音楽配信サイトで最高位を記録。
2017年10月4日、2nd EP「SEIZE THE DAY」発売。
2017年10月6日 - 11月18日、初ホールツアー「SEIZE THE DAY TOUR 2017」が、大阪・愛知・東京・千葉（全4都市）で開催。
12月2日 - 12月22日、初弾き語りツアー「ONE MAN STAND 2017」が、広島・大阪・新潟・宮城・東京（全5都市）で開催。

#### 2018年
2018年5月14日 - 5月25日、初の試みとなる3ピースバンド編成での東名阪ツアーを開催。東京公演2日目（15日）の恵比寿LIQUID ROOMでは、春にリリースされたSKY-HI&KERENMIとの共作「ハリアッ!!」を、SKY-HIをゲストに迎え披露された。本ツアーではベース演奏にも初挑戦した。
2018年7月24日、billboard classics 尾崎裕哉 PREMIUM SYMPHONIC CONCERT 2018東京芸術劇場において、自身の誕生日に初フルオーケストラ単独コンサートを開催。指揮は、栁澤寿男、管弦楽：神奈川フィルハーモニー管弦楽団（東京）、日本センチュリー交響楽団（兵庫）、合唱：ソウルバードクワイア、音楽監督：須藤晃。
2018年9月11日、（株）GETTYsBURG設立。コロナ禍において須藤晃が富山へ帰郷後は、セルフプロデュースで活動している。
2018年10月8日、書き下ろしによる新曲『この空をすべて君に』がTVアニメ「蒼天の拳-REGENESIS-」の第2期エンディングテーマに使用される。同年11月9日配信リリース。

#### 2019年
2019年2月13日、全国12ヵ所をまわる弾き語りツアー ONE MAN STAND SPRING 2019の開催と同時にライブ会場で EP「INTO THE WIND」発売。
2019年4月27日、billboard classics festival in 薬師寺（奈良）において開かれた音楽祭に出演。世界遺産で開催されるコンサートに初参加。
2019年9月10日、新ラジオ番組　FM COCOLO「Night Time Dreamers」の担当DJ就任が発表される。FM COCOLO において、史上最年少DJとなる。

#### 2020年
2020年4月6日、尾崎裕哉オフィシャルファンクラブ CHARLES RIVER CLUB 開設。
2020年5月13日、株式会社GAMAY設立。友人と「雅梅餃子」をプロデュース。冷凍水餃子の販売を始める。
2020年8月15日、兵庫県立芸術文化センターKOBELCO大ホールにおいて、コロナ禍の影響により延期になっていた公演が約半年ぶりに開催。感染防止対策を施された新たなコンサートの形態により客席には半分ほどの観客であったが、飛沫感染を防ぐために発声を控えた観客からは大きな拍手が贈られた。本公演では、有観客同時配信も試みられた。また、尾崎裕哉名義では初となるフルアルバムの発売と、エスエムイーレコーズへの移籍が発表された。
2020年10月2日、自身最多公演数を予定しているONE MAN STAND 2020 ツアーをスタートさせる。

### レコード会社移籍
2020年10月21日、レーベル移籍後第一弾として、尾崎裕哉名義初のオリジナルフルアルバム『Golden Hour』をリリース。

#### 2021年
2021年9月22日、EP『BEHIND EVERY SMILE』リリース。
2021年9月25日-11月20日、EPリリース後には、本年初となる弾き語りツアーライブ ONE MAN STAND 2021を敢行。コロナ第5波禍の終息を目前に緊急事態宣言解除を待たずに初日公演を迎える事となった。11月20日には、ツアーファイナル公演(東京)が本ツアーにおいて最大の会場 大手町三井ホールで開かれた。チケットは完売し、満場の参加者と共に盛況のうちに終わった。緊急事態宣言は、ツアー開催後間もなく解除となったが、全公演においてコロナ感染対策が施され、最終公演まで実施された。

#### 2022年
2022年11月13日、新潟県内民放4局リレー放送、水田地域密着ドラマ｢炊飯道｣のテーマ曲として書き下ろされた｢僕がつなぐ未来｣、エンディング曲として｢迷わず進め｣が使用される。

#### 2023年
2023年1月27日-2月9日、大阪観光局主催の大阪来てなキャンペーンの一環で開かれたフードイベントのひとつ、FM802「音食キッチン」にアーティストコラボメニューとして、趣味で友人と設立し通販で販売している水餃子、雅梅餃子 GAMAY GYOZAを出品。

### 父、尾崎豊の楽曲をカバーして初音源化
2023年3月29日、2023年4月5日発売となるEP収録曲より、｢I LOVE YOU｣が先行配信される。父親である尾崎豊の楽曲をカバーし、初音源化する。同EPには同じくカバーした｢OH MY LITTLE GIRL｣も収録される。また、オリジナル曲としては新潟のドラマ｢炊飯道｣のテーマ曲｢僕がつなぐ未来｣と「迷わず進め｣が収録される。

#### 2024年
2024年6月16日、OZAKI PLAYS OZAKI 1.としてシンガーソングライター尾崎豊の楽曲だけで構成された公演を開催。第1回目は、尾崎豊とともに活動をしていたバンドメンバーがサポート。ゲストには、尾崎豊の元プロデューサーである須藤晃氏に見出された経緯を持つ盟友石崎ひゅーいが出演。

## 使用楽器
| メーカー        | 型番                                                             | 楽器種類                 | 備考                                                                   |  |
| --------------- | ---------------------------------------------------------------- | ------------------------ | ---------------------------------------------------------------------- |  |
| FENDER          | 1965 Jimi Hendrix Custom Shop Monterey Pop Festival Stratocaster | エレクトリック・ギター   | 墓まで持っていくと言われた自身の宝物的な希少品                         |  |
| FENDER          | Jimi Hendrix Stratocaster                                        | エレクトリック・ギター   | 初ツアーで導入した白いギター                                           |  |
| Paul Read Smith | CUSTOM 24 (Purple)                                               | エレクトリック・ギター   | 尾崎豊より受け継いだ品                                                 |  |
| History         | Stratocaster Type(Metallic Blue)                                 | エレクトリック・ギター   |                                                                        |  |
| Bill Lawrence   | TRIGGER-Ⅱ Telecaster Type                                        | エレクトリック・ギター   | 尾崎豊より受け継いだ品                                                 |  |
| MARTIN          | OM-28E Retro                                                     | アコースティック・ギター | 生産完了モデル ライブで最も使用頻度が高い                              |  |
| MARTIN          | OOO-18E                                                          | アコースティック・ギター |                                                                        |  |
| MARTIN          | LITTLE MARTIN LX White                                           | アコースティック・ギター | 友人にペイントをしてもらい、ラ・ムールと名付ける。音楽の日2016で初披露 |  |
| MARTIN          | LITTLE MARTIN LX1Series Special-EC2019                           | アコースティック・ギター | エリック・クラプトン来日記念武道館限定モデル                           |  |
| MARTIN          | D-28 Authentic 1941                                              | アコースティック・ギター | 2022年購入。23年より使用。                                             |  |
| MARTIN          | OMJM John Mayer 20th Anniversary                                 | アコースティック・ギター | 2023年購入。                                                           |  |
| Ovation         | Vintage 1973 Model 1115-4 12 String                              | アコースティック・ギター | 2024年購入                                                             |  |
| GIBSON          | J45(1954年製)                                                    | アコースティック・ギター | 所持ギターの中で最も製造年が古い                                       |  |
| GIBSON          | LES PAUL GOLDTOP                                                 | エレクトリック・ギター   |                                                                        |  |
| GIBSON          | ES225T                                                           | エレクトリック・ギター   | 売却済。所持年数は短い                                                 |  |
| FODERA          |                                                                  | ベース                   | 尾崎豊より受け継いだ品                                                 |  |
| STAINWAY & SONS |                                                                  | ピアノ                   | 2023年 購入                                                            |  |

その他、須藤晃氏よりプレゼントされたシタールなど複数の楽器を所持

## ディスコグラフィ

### EP
|     | 発売日        | タイトル           | 販売形態                | 規格品番    | レーベル             |
| --- | ------------- | ------------------ | ----------------------- | ----------- | -------------------- |
| 1st | 2017年3月22日 | LET FREEDOM RING   | CD                      | TFCC-89613  | トイズファクトリー   |
| 1st | 2017年3月22日 | LET FREEDOM RING   | 配信                    |             | トイズファクトリー   |
| 2nd | 2017年10月4日 | SEIZE THE DAY      | CD+DVD                  | TFCC-89635  | トイズファクトリー   |
| 2nd | 2017年10月4日 | SEIZE THE DAY      | CD                      | TFCC-89636  | トイズファクトリー   |
| 2nd | 2017年10月4日 | SEIZE THE DAY      | 配信                    |             | トイズファクトリー   |
| 3rd | 2019年3月13日 | INTO THE WIND      | CD(ライブ会場限定販売)  | GTY-0001    | GETTySBURG           |
| 4th | 2021年9月22日 | BEHIND EVERY SMILE | CD+DVD(初回限定盤)      | SECL-2695/6 | エスエムイーレコーズ |
| 4th | 2021年9月22日 | BEHIND EVERY SMILE | CD(通常盤)              | SECL-2697   | エスエムイーレコーズ |
| 4th | 2021年9月22日 | BEHIND EVERY SMILE | 配信                    |             | エスエムイーレコーズ |
| 5th | 2023年4月5日  | I LOVE YOU         | CD+Blu-ray(初回限定盤A) | SECL-2850/1 | エスエムイーレコーズ |
| 5th | 2023年4月5日  | I LOVE YOU         | CD+DVD(初回限定盤B)     | SECL-2852/3 | エスエムイーレコーズ |
| 5th | 2023年4月5日  | I LOVE YOU         | CD(通常盤)              | SECL-2854   | エスエムイーレコーズ |
| 5th | 2023年4月5日  | I LOVE YOU         | 配信                    |             | エスエムイーレコーズ |

### シングル
|     | 発売日        | タイトル                                            | 販売形態         | レーベル             | 収録CD                    |
| --- | ------------- | --------------------------------------------------- | ---------------- | -------------------- | ------------------------- |
| 1st | 2016年9月5日  | 始まりの街                                          | 配信             | トイズファクトリー   | LET FREEDOM RING          |
| 2nd | 2017年9月15日 | Glory Days                                          | 配信             | トイズファクトリー   | SEIZE THE DAY Golden Hour |
| 3rd | 2018年4月25日 | ハリアッ!! -Smooth Drive ver.- feat. SKY-HI&KERENMI | 配信限定         | トイズファクトリー   | Golden Hour               |
| 4th | 2018年11月9日 | この空をすべて君に                                  | 配信限定         | トイズファクトリー   |                           |
| 5th | 2020年10月2日 | LONELY                                              | 先行配信シングル | エスエムイーレコーズ | Golden Hour               |
| 6th | 2023年3月29日 | I LOVE YOU                                          | 先行配信シングル | エスエムイーレコーズ | I LOVE YOU                |

### アルバム
|     | 発売日         | タイトル    | 販売形態 | 規格品番                | レーベル             |
| --- | -------------- | ----------- | -------- | ----------------------- | -------------------- |
| 1st | 2020年10月21日 | Golden Hour | CD+DVD   | SECL-2627/8(初回限定盤) | エスエムイーレコーズ |
| 1st | 2020年10月21日 | Golden Hour | CD       | SECL-2629(通常盤)       | エスエムイーレコーズ |

### 参加作品
| 発売日         | タイトル                                   | アーティスト | 参加曲                                                      | 販売形態・仕様                    | 規格       | レーベル                         |
| -------------- | ------------------------------------------ | --- | ----------------------------------------------------------- | --------------------------------- | ---------- | -------------------------------- |
| 2004年3月24日  | "BLUE" A TRIBUTE TO YUTAKA OZAKI           | Cocco/Mr.Children/橘いずみ/175R/宇多田ヒカル/岡村靖幸 /大森洋平/山口晶/竹内めぐみ/斉藤和義/槇原敬之/Crouching Boys | 15の夜                                                      | CD                                | SECL- 67   | エスエムイーレコーズ             |
| 2016年4月6日   | WAKADANNA 5 〜フォアグラなんていらねぇよ〜 | 若旦那 | ハル〜feat. Hiroya Ozaki〜                                  | CD                                | TKCA-74352 | 徳間ジャパンコミュニケーションズ |
| 2018年3月16日  | ベストカタリストSpecial Edition EP         | SKY-HI | ハリアッ! feat. 尾崎裕哉 & KERENMI                          | 配信限定                          |            | avex trax                        |
| 2018年3月21日  | ベストカタリスト-Collaboration Best Album- | SKY-HI | ハリアッ! -Fast Fly Ver- feat. 尾崎裕哉 & KERENMI           | CD                                | AVCD-93846 | avex trax                        |
| 2018年11月21日 | 童謡の声                                   | 濱田岳/神谷浩史/遠藤憲一/尾崎裕哉/比嘉栄昇/小倉久寛 /つるの剛士/柳楽優弥/山崎育三郎/石崎ひゅーい/黒羽麻璃央/川畑要 | 赤とんぼ                                                    | CD                                | UPCY-7541  | ユニバーサルミュージック         |
| 2020年9月23    | SKY-HI’s THE BEST                          | SKY-HI | ハリアッ! -Fast Fly Ver- feat. 尾崎裕哉 & KERENMI Remasterd | CD/[Disc3] 『COLLABORATION BEST』 | AVCD-96494 | avex trax                        |
| 2021年2月15日  | My Hero ～奇跡の唄〜                       | LIVE EMPOWER CHILDREN                                                                                              | My Hero ～奇跡の唄〜                                        | 配信                              |            | 一般社団法人 EMPOWER CHILDREN    |
| 2021年3月3日   | My Hero ～奇跡の唄〜                       | LIVE EMPOWER CHILDREN                                                                                              | My Hero ～奇跡の唄〜                                        | CD                                | LEC-00001  | 株式会社ワンダーコーポレーション |

### 映像作品
|     | 発売日        | タイトル             | 販売形態・仕様                     | 規格     | レーベル             | 備考                           |
| --- | ------------- | -------------------- | ---------------------------------- | -------- | -------------------- | ------------------------------ |
| 1st | 2025年4月23日 | OZAKI PLAYS OZAKI 1. | Blu-Ray (初回限定盤＋フォトブック) | SEXL-320 | エスエムイーレコーズ | 尾崎裕哉名義で初のLIVE映像作品 |
| 1st | 2025年4月23日 | OZAKI PLAYS OZAKI 1. | Blu-Ray (通常盤)                   | SEXL-322 | エスエムイーレコーズ | 尾崎裕哉名義で初のLIVE映像作品 |
| 1st | 2025年4月23日 | OZAKI PLAYS OZAKI 1. | DVD (初回限定盤＋フォトブック)     | SEBL-343 | エスエムイーレコーズ | 尾崎裕哉名義で初のLIVE映像作品 |
| 1st | 2025年4月23日 | OZAKI PLAYS OZAKI 1. | DVD(通常盤)                        | SEBL-346 | エスエムイーレコーズ | 尾崎裕哉名義で初のLIVE映像作品 |

## ライブ・イベント

### ツアーライブ
| 期間                                                      | ツアー名                                       | 開催地（開催日）                                    | 備考 |
| --------------------------------------------------------- | ---------------------------------------------- | --------------------------------------------------- | --- |
| 2017年2月26日-3月24日                                     | LET FREEDOM RING TOUR 2017                     | 福岡 BEAT STATION （2月26日）                       | 初の全国ツアーライブ |
| 2017年2月26日-3月24日                                     | LET FREEDOM RING TOUR 2017                     | 大阪 BIG CAT（3月2日）                              | 初の全国ツアーライブ |
| 2017年2月26日-3月24日                                     | LET FREEDOM RING TOUR 2017                     | 東京 EXシアター六本木（3月11日）                    | 初の全国ツアーライブ |
| 2017年2月26日-3月24日                                     | LET FREEDOM RING TOUR 2017                     | 愛知 BOTTOM LINE（3月15日）                         | 初の全国ツアーライブ |
| 2017年2月26日-3月24日                                     | LET FREEDOM RING TOUR 2017                     | 新潟 NIIGATA LOTS（3月24日）                        | 初の全国ツアーライブ |
| 2017年10月6日-11月12日                                    | SEIZE THE DAY TOUR 2017                        | 大阪 NHKホール（10月6日）                           | 自身2度目の全国ツアーライブ |
| 2017年10月6日-11月12日                                    | SEIZE THE DAY TOUR 2017                        | 愛知 Zepp Nagoya（10月18日）                        | 自身2度目の全国ツアーライブ |
| 2017年10月6日-11月12日                                    | SEIZE THE DAY TOUR 2017                        | 東京 東京国際フォーラムホールC（11月3日）           | 自身2度目の全国ツアーライブ |
| 2017年10月6日-11月12日                                    | SEIZE THE DAY TOUR 2017                        | 千葉 森のホール21 大ホール（11月12日）              | 自身2度目の全国ツアーライブ |
| 2017年12月2日-12月22日                                    | One Man Stand 2017                             | 広島 BLUE LIVE HIROSHIMA（12月2日）                 | 初の弾き語りツアー |
| 2017年12月2日-12月22日                                    | One Man Stand 2017                             | 大阪 梅田シャングリラ（12月7日）                    | 初の弾き語りツアー |
| 2017年12月2日-12月22日                                    | One Man Stand 2017                             | 新潟 Gioia Mia（12月9日）                           | 初の弾き語りツアー |
| 2017年12月2日-12月22日                                    | One Man Stand 2017                             | 宮城 SENDAI CLUB JUNK BOX（12月10日）               | 初の弾き語りツアー |
| 2017年12月2日-12月22日                                    | One Man Stand 2017                             | 東京 新宿ReNY（12月22日）                           | 初の弾き語りツアー |
| 2018年5月14日-5月25日                                     | BEYOND ALL BORDERS TOUR 2018                   | 東京 LIQUIDROOM（5月14日）                          | 3ピースバンド編成、東名阪ツアー／Key.櫻田泰啓／Dr.今村慎太郎 |
| 2018年5月14日-5月25日                                     | BEYOND ALL BORDERS TOUR 2018                   | 東京 LIQUID ROOM（5月15日）                         | 3ピースバンド編成、東名阪ツアー／Key.櫻田泰啓／Dr.今村慎太郎 |
| 2018年5月14日-5月25日                                     | BEYOND ALL BORDERS TOUR 2018                   | 愛知 BOTTOM LINE（5月17日）                         | 3ピースバンド編成、東名阪ツアー／Key.櫻田泰啓／Dr.今村慎太郎 |
| 2018年5月14日-5月25日                                     | BEYOND ALL BORDERS TOUR 2018                   | 大阪 BIG CAT（5月25日）                             | 3ピースバンド編成、東名阪ツアー／Key.櫻田泰啓／Dr.今村慎太郎 |
| 2018年12月2日-12月24日                                    | One Man Stand 2018                             | 新潟 Gioia Mia（12月2日）                           | |
| 2018年12月2日-12月24日                                    | One Man Stand 2018                             | 愛知 BOTTOM LINE（12月12日）                        | |
| 2018年12月2日-12月24日                                    | One Man Stand 2018                             | 大阪 Banana Hall（12月13日）                        | |
| 2018年12月2日-12月24日                                    | One Man Stand 2018                             | 東京 日本橋三井ホール（12月20日）                   | |
| 2018年12月2日-12月24日                                    | One Man Stand 2018                             | 宮城 darwin（12月24日）                             | |
| 2019年3月13日-4月29日                                     | One Man Stand 2019 Spring                      | 宮城 SENDAI JUNK BOX（3月13日）                     | |
| 2019年3月13日-4月29日                                     | One Man Stand 2019 Spring                      | 北海道 cube box（3月15日）                          | |
| 2019年3月13日-4月29日                                     | One Man Stand 2019 Spring                      | 愛知 BOTTOM LINE（3月17日）                         | |
| 2019年3月13日-4月29日                                     | One Man Stand 2019 Spring                      | 福島 club #9（3月26日）                             | |
| 2019年3月13日-4月29日                                     | One Man Stand 2019 Spring                      | 岩手 change WAVE（3月29日）                         | |
| 2019年3月13日-4月29日                                     | One Man Stand 2019 Spring                      | 兵庫 CHICKEN GEORGE（4月3日）                       | |
| 2019年3月13日-4月29日                                     | One Man Stand 2019 Spring                      | 大阪 umeda TRAD（4月4日）                           | |
| 2019年3月13日-4月29日                                     | One Man Stand 2019 Spring                      | 新潟 NIIGATA LOTS（4月9日）                         | |
| 2019年3月13日-4月29日                                     | One Man Stand 2019 Spring                      | 東京 EXシアター六本木（4月18日）                    | |
| 2019年3月13日-4月29日                                     | One Man Stand 2019 Spring                      | 福岡 ROOMS（4月26日）                               | |
| 2019年3月13日-4月29日                                     | One Man Stand 2019 Spring                      | 岡山 YEBISU YA PRO（4月28日）                       | |
| 2019年3月13日-4月29日                                     | One Man Stand 2019 Spring                      | 広島 CLUB QUATTRO（4月29日）                        | |
| 2019年9月20日-9月21日                                     | INTO THE NIGHT                                 | 東京 billboard live TOKYO（9月20日）                | 出演：尾崎裕哉（vo.&gt.）、宗本康兵（Piano）、原治武（Dr.） |
| 2019年9月20日-9月21日                                     | INTO THE NIGHT                                 | 大阪 billboard live OSAKA（9月21日）                | 出演：尾崎裕哉（vo.&gt.）、宗本康兵（Piano）、原治武（Dr.） |
| 2019年11月1日-12月29日                                    | One Man Stand 2019 Winter                      | 大阪 246LIVE HOUSE GABU（11月1日）                  | 本ツアーでピアノ演奏を初披露する。 |
| 2019年11月1日-12月29日                                    | One Man Stand 2019 Winter                      | 愛知 NAGOYA CLUB QUATTRO（11月2日）                 | 本ツアーでピアノ演奏を初披露する。 |
| 2019年11月1日-12月29日                                    | One Man Stand 2019 Winter                      | 静岡 SOUND SHOWER ark（11月9日）                    | 本ツアーでピアノ演奏を初披露する。 |
| 2019年11月1日-12月29日                                    | One Man Stand 2019 Winter                      | 富山 SOUL POWER（11月15日）                         | 本ツアーでピアノ演奏を初披露する。 |
| 2019年11月1日-12月29日                                    | One Man Stand 2019 Winter                      | 石川 GOLD CREEK（11月16日）                         | 本ツアーでピアノ演奏を初披露する。 |
| 2019年11月1日-12月29日                                    | One Man Stand 2019 Winter                      | 東京 恵比寿ザ・ガーデンホール（11月19日）           | 本ツアーでピアノ演奏を初披露する。 |
| 2019年11月1日-12月29日                                    | One Man Stand 2019 Winter                      | 埼玉 西川口HEARTS（11月22日）                       | 本ツアーでピアノ演奏を初披露する。 |
| 2019年11月1日-12月29日                                    | One Man Stand 2019 Winter                      | 神奈川 Yokohama O-SITE（11月29日）                  | 本ツアーでピアノ演奏を初披露する。 |
| 2019年11月1日-12月29日                                    | One Man Stand 2019 Winter                      | 札幌 SPiCE（12月6日）                               | 本ツアーでピアノ演奏を初披露する。 |
| 2019年11月1日-12月29日                                    | One Man Stand 2019 Winter                      | 新潟 Gioia Mia（12月8日）                           | 本ツアーでピアノ演奏を初披露する。 |
| 2019年11月1日-12月29日                                    | One Man Stand 2019 Winter                      | 京都 磔磔（12月11日）                               | 本ツアーでピアノ演奏を初披露する。 |
| 2019年11月1日-12月29日                                    | One Man Stand 2019 Winter                      | 福岡 Gate's7（12月13日）                            | 本ツアーでピアノ演奏を初披露する。 |
| 2019年11月1日-12月29日                                    | One Man Stand 2019 Winter                      | 広島 CLUB QUATTRO（12月14日）                       | 本ツアーでピアノ演奏を初披露する。 |
| 2019年11月1日-12月29日                                    | One Man Stand 2019 Winter                      | 岡山 YEBISU YA PRO（12月15日）                      | 本ツアーでピアノ演奏を初披露する。 |
| 2019年11月1日-12月29日                                    | One Man Stand 2019 Winter                      | 福島 club #9（12月20日）                            | 本ツアーでピアノ演奏を初披露する。 |
| 2019年11月1日-12月29日                                    | One Man Stand 2019 Winter                      | 宮城 誰も知らない劇場（12月21日）                   | 本ツアーでピアノ演奏を初披露する。 |
| 2019年11月1日-12月29日                                    | One Man Stand 2019 Winter                      | 滋賀 U☆STONE（12月27日）                            | 本ツアーでピアノ演奏を初披露する。 |
| 2019年11月1日-12月29日                                    | One Man Stand 2019 Winter                      | 兵庫 VARIT（12月29日）                              | 本ツアーでピアノ演奏を初披露する。 |
| 2020年10月2日-11月21日                                    | One Man Stand 2020                             | 岡山 CRAZY MAMA KINGDOM（10月2日）                  | 自身最多公演数を予定していた2020年度初のツアー。 コロナ第3波の影響を鑑み北海道公演のみ中止となる。 |
| 2020年10月2日-11月21日                                    | One Man Stand 2020                             | 広島 CLUB QUATTRO（10月4日）                        | 自身最多公演数を予定していた2020年度初のツアー。 コロナ第3波の影響を鑑み北海道公演のみ中止となる。 |
| 2020年10月2日-11月21日                                    | One Man Stand 2020                             | 岩手 the five morioka（10月9日）                    | 自身最多公演数を予定していた2020年度初のツアー。 コロナ第3波の影響を鑑み北海道公演のみ中止となる。 |
| 2020年10月2日-11月21日                                    | One Man Stand 2020                             | 宮城 Rensa（10月10日）                              | 自身最多公演数を予定していた2020年度初のツアー。 コロナ第3波の影響を鑑み北海道公演のみ中止となる。 |
| 2020年10月2日-11月21日                                    | One Man Stand 2020                             | 福島 HIP SHOT JAPAN（10月11日)                      | 自身最多公演数を予定していた2020年度初のツアー。 コロナ第3波の影響を鑑み北海道公演のみ中止となる。 |
| 2020年10月2日-11月21日                                    | One Man Stand 2020                             | 大阪 MUSE（10月16日）                               | 自身最多公演数を予定していた2020年度初のツアー。 コロナ第3波の影響を鑑み北海道公演のみ中止となる。 |
| 2020年10月2日-11月21日                                    | One Man Stand 2020                             | 京都 磔磔（10月17日）                               | 自身最多公演数を予定していた2020年度初のツアー。 コロナ第3波の影響を鑑み北海道公演のみ中止となる。 |
| 2020年10月2日-11月21日                                    | One Man Stand 2020                             | 奈良 NEVERLAND（10月18日）                          | 自身最多公演数を予定していた2020年度初のツアー。 コロナ第3波の影響を鑑み北海道公演のみ中止となる。 |
| 2020年10月2日-11月21日                                    | One Man Stand 2020                             | 福岡 Rooms（10月23日）                              | 自身最多公演数を予定していた2020年度初のツアー。 コロナ第3波の影響を鑑み北海道公演のみ中止となる。 |
| 2020年10月2日-11月21日                                    | One Man Stand 2020                             | 埼玉 HEAVEN'S ROCK SHINTOSHIN VJ-3（10月28日）      | 自身最多公演数を予定していた2020年度初のツアー。 コロナ第3波の影響を鑑み北海道公演のみ中止となる。 |
| 2020年10月2日-11月21日                                    | One Man Stand 2020                             | 和歌山 CLUB GATE（10月31日）                        | 自身最多公演数を予定していた2020年度初のツアー。 コロナ第3波の影響を鑑み北海道公演のみ中止となる。 |
| 2020年10月2日-11月21日                                    | One Man Stand 2020                             | 兵庫 VARIT（11月2日）                               | 自身最多公演数を予定していた2020年度初のツアー。 コロナ第3波の影響を鑑み北海道公演のみ中止となる。 |
| 2020年10月2日-11月21日                                    | One Man Stand 2020                             | 愛知 SPADE BOX（11月3日）                           | 自身最多公演数を予定していた2020年度初のツアー。 コロナ第3波の影響を鑑み北海道公演のみ中止となる。 |
| 2020年10月2日-11月21日                                    | One Man Stand 2020                             | 石川 GOLD CREEK（11月7日）                          | 自身最多公演数を予定していた2020年度初のツアー。 コロナ第3波の影響を鑑み北海道公演のみ中止となる。 |
| 2020年10月2日-11月21日                                    | One Man Stand 2020                             | 新潟 Gioia Mia（11月8日）                           | 自身最多公演数を予定していた2020年度初のツアー。 コロナ第3波の影響を鑑み北海道公演のみ中止となる。 |
| 2020年10月2日-11月21日                                    | One Man Stand 2020                             | 北海道 六花亭ふきのとうホール（11月13日※公演中止）  | 自身最多公演数を予定していた2020年度初のツアー。 コロナ第3波の影響を鑑み北海道公演のみ中止となる。 |
| 2020年10月2日-11月21日                                    | One Man Stand 2020                             | 栃木 HEAVEN'S ROCK UTSUNOMIYA 2/3 VJ-4（11月15日）  | 自身最多公演数を予定していた2020年度初のツアー。 コロナ第3波の影響を鑑み北海道公演のみ中止となる。 |
| 2020年10月2日-11月21日                                    | One Man Stand 2020                             | 神奈川 F.A.D YOKOHAMA（11月19日）                   | 自身最多公演数を予定していた2020年度初のツアー。 コロナ第3波の影響を鑑み北海道公演のみ中止となる。 |
| 2020年10月2日-11月21日                                    | One Man Stand 2020                             | 埼玉 HEAVEN'S ROCK KUMAGAYA VJ-1（11月21日）        | 自身最多公演数を予定していた2020年度初のツアー。 コロナ第3波の影響を鑑み北海道公演のみ中止となる。 |
| 2020年12月9日-12月17日                                    | INTO THE NIGHT 2020                            | 神奈川 billboard live YOKOHAMA（12月9日）           | 出演：尾崎裕哉(Vo.&Gt.)、宗本康兵(Piano)、今村慎太郎（Dr.） |
| 2020年12月9日-12月17日                                    | INTO THE NIGHT 2020                            | 東京 billboard live TOKYO（12月14日）               | 出演：尾崎裕哉(Vo.&Gt.)、宗本康兵(Piano)、今村慎太郎（Dr.） |
| 2020年12月9日-12月17日                                    | INTO THE NIGHT 2020                            | 大阪 billboard live OSAKA（12月17日）               | 出演：尾崎裕哉(Vo.&Gt.)、宗本康兵(Piano)、今村慎太郎（Dr.） |
| 2020年12月24日                                            | One Man Stand 2020 Christmas Special           | 大阪 大阪市中央公会堂                               | One Man Stand 2020 番外編 |
| 2021年9月25日-11月20日                                    | One Man Stand 2021                             | 京都 磔磔（9月25日）                                | 2021年度、唯一開催されたツアー。 コロナ第4波、第5波の影響を受けて同年前半はほとんどライブ活動が出来なかったが、 2020年度のツアーで中止となっていた北海道公演は本ツアーで開催を実現 |
| 2021年9月25日-11月20日                                    | One Man Stand 2021                             | 神戸 クラブ月世界（9月26日）                        | 2021年度、唯一開催されたツアー。 コロナ第4波、第5波の影響を受けて同年前半はほとんどライブ活動が出来なかったが、 2020年度のツアーで中止となっていた北海道公演は本ツアーで開催を実現 |
| 2021年9月25日-11月20日                                    | One Man Stand 2021                             | 奈良 EVANS CASTLE HALL（10月2日）                   | 2021年度、唯一開催されたツアー。 コロナ第4波、第5波の影響を受けて同年前半はほとんどライブ活動が出来なかったが、 2020年度のツアーで中止となっていた北海道公演は本ツアーで開催を実現 |
| 2021年9月25日-11月20日                                    | One Man Stand 2021                             | 大阪 UMEDA CLUB QUATTRO（10月3日）                  | 2021年度、唯一開催されたツアー。 コロナ第4波、第5波の影響を受けて同年前半はほとんどライブ活動が出来なかったが、 2020年度のツアーで中止となっていた北海道公演は本ツアーで開催を実現 |
| 2021年9月25日-11月20日                                    | One Man Stand 2021                             | 宮城 Rensa（10月9日）                               | 2021年度、唯一開催されたツアー。 コロナ第4波、第5波の影響を受けて同年前半はほとんどライブ活動が出来なかったが、 2020年度のツアーで中止となっていた北海道公演は本ツアーで開催を実現 |
| 2021年9月25日-11月20日                                    | One Man Stand 2021                             | 茨城 水戸LIGHT HOUSE（10月10日）                    | 2021年度、唯一開催されたツアー。 コロナ第4波、第5波の影響を受けて同年前半はほとんどライブ活動が出来なかったが、 2020年度のツアーで中止となっていた北海道公演は本ツアーで開催を実現 |
| 2021年9月25日-11月20日                                    | One Man Stand 2021                             | 北海道 札幌ふきのとうホール（10月15日）             | 2021年度、唯一開催されたツアー。 コロナ第4波、第5波の影響を受けて同年前半はほとんどライブ活動が出来なかったが、 2020年度のツアーで中止となっていた北海道公演は本ツアーで開催を実現 |
| 2021年9月25日-11月20日                                    | One Man Stand 2021                             | 福岡 Gateʼs7（10月23日）                            | 2021年度、唯一開催されたツアー。 コロナ第4波、第5波の影響を受けて同年前半はほとんどライブ活動が出来なかったが、 2020年度のツアーで中止となっていた北海道公演は本ツアーで開催を実現 |
| 2021年9月25日-11月20日                                    | One Man Stand 2021                             | 岡山 CRAZYMAMA KINGDOM（10月24日）                  | 2021年度、唯一開催されたツアー。 コロナ第4波、第5波の影響を受けて同年前半はほとんどライブ活動が出来なかったが、 2020年度のツアーで中止となっていた北海道公演は本ツアーで開催を実現 |
| 2021年9月25日-11月20日                                    | One Man Stand 2021                             | 金沢 GOLD CREEK（10月30日）                         | 2021年度、唯一開催されたツアー。 コロナ第4波、第5波の影響を受けて同年前半はほとんどライブ活動が出来なかったが、 2020年度のツアーで中止となっていた北海道公演は本ツアーで開催を実現 |
| 2021年9月25日-11月20日                                    | One Man Stand 2021                             | 新潟 Gioia Mia（10月31日）                          | 2021年度、唯一開催されたツアー。 コロナ第4波、第5波の影響を受けて同年前半はほとんどライブ活動が出来なかったが、 2020年度のツアーで中止となっていた北海道公演は本ツアーで開催を実現 |
| 2021年9月25日-11月20日                                    | One Man Stand 2021                             | 愛知 SPADE BOX（11月3日）                           | 2021年度、唯一開催されたツアー。 コロナ第4波、第5波の影響を受けて同年前半はほとんどライブ活動が出来なかったが、 2020年度のツアーで中止となっていた北海道公演は本ツアーで開催を実現 |
| 2021年9月25日-11月20日                                    | One Man Stand 2021                             | 静岡 LIVE ROXY SHIZUOKA（11月6日）                  | 2021年度、唯一開催されたツアー。 コロナ第4波、第5波の影響を受けて同年前半はほとんどライブ活動が出来なかったが、 2020年度のツアーで中止となっていた北海道公演は本ツアーで開催を実現 |
| 2021年9月25日-11月20日                                    | One Man Stand 2021                             | 埼玉 HEAVEN’S ROCK Kumagaya VJ-1（11月13日）        | 2021年度、唯一開催されたツアー。 コロナ第4波、第5波の影響を受けて同年前半はほとんどライブ活動が出来なかったが、 2020年度のツアーで中止となっていた北海道公演は本ツアーで開催を実現 |
| 2021年9月25日-11月20日                                    | One Man Stand 2021                             | 千葉 柏PALOOZA（11月14日）                          | 2021年度、唯一開催されたツアー。 コロナ第4波、第5波の影響を受けて同年前半はほとんどライブ活動が出来なかったが、 2020年度のツアーで中止となっていた北海道公演は本ツアーで開催を実現 |
| 2021年9月25日-11月20日                                    | One Man Stand 2021                             | 東京 大手町三井ホール（11月20日）                   | 2021年度、唯一開催されたツアー。 コロナ第4波、第5波の影響を受けて同年前半はほとんどライブ活動が出来なかったが、 2020年度のツアーで中止となっていた北海道公演は本ツアーで開催を実現 |
| 2022年1月22日-1月23日                                     | BEHIND EVERY SMILE 2022                        | 大阪 BIGCAT（1月22日）                              | 出演：尾崎裕哉（Vo.&Gt.）／大月文太(Gt.)／モチヅキヤスノリ （Key）大阪、宗本康兵(key)東京、 守真人（Dr.）、やまもとひかる(Ba.) |
| 2022年1月22日-1月23日                                     | BEHIND EVERY SMILE 2022                        | 東京 新宿RENY（1月23日）                            | 出演：尾崎裕哉（Vo.&Gt.）／大月文太(Gt.)／モチヅキヤスノリ （Key）大阪、宗本康兵(key)東京、 守真人（Dr.）、やまもとひかる(Ba.) |
| 2022年5月6日-5月27日                                      | One Man Stand 2022 Spring                      | 東京 大手町三井ホール（5月6日）                     | |
| 2022年5月6日-5月27日                                      | One Man Stand 2022 Spring                      | 新潟 Gioia Mia（5月15日）                           | |
| 2022年5月6日-5月27日                                      | One Man Stand 2022 Spring                      | 愛知 SPADE BOX（5月21日）                           | |
| 2022年5月6日-5月27日                                      | One Man Stand 2022 Spring                      | 大阪 UMEDA CLUB QUATTRO（5月27日）                  | |
| 2022年7月2日-7月20日                                      | INTO THE NIGHT2022                             | 東京 billboard live TOKYO（7月2日）                 | 出演：尾崎裕哉(vo.&G.)、皆川真人（Key.）、守真人（Dr.） |
| 2022年7月2日-7月20日                                      | INTO THE NIGHT2022                             | 大阪 billboard live OSAKA（7月13日）                | 出演：尾崎裕哉(vo.&G.)、皆川真人（Key.）、守真人（Dr.） |
| 2022年7月2日-7月20日                                      | INTO THE NIGHT2022                             | 神奈川 billboard live YOKOHAMA（7月20日）           | 出演：尾崎裕哉(vo.&G.)、皆川真人（Key.）、守真人（Dr.） |
| 2022年10月8日-11月20日                                    | One Man Stand 2022 Autumn                      | 埼玉 HEAVEN'S ROCK SHINTOSHIN VJー3(10月8日)        | ツアー初日を完売で迎え、新曲2曲がライブ初披露される。 |
| 2022年10月8日-11月20日                                    | One Man Stand 2022 Autumn                      | 福島 HIP SHOT JAPAN（10月15日）                     | ツアー初日を完売で迎え、新曲2曲がライブ初披露される。 |
| 2022年10月8日-11月20日                                    | One Man Stand 2022 Autumn                      | 神奈川 F.A.D YOKOHAMA（10月19日）                   | ツアー初日を完売で迎え、新曲2曲がライブ初披露される。 |
| 2022年10月8日-11月20日                                    | One Man Stand 2022 Autumn                      | 兵庫 CHICKEN GEORGE（10月26日）                     | ツアー初日を完売で迎え、新曲2曲がライブ初披露される。 |
| 2022年10月8日-11月20日                                    | One Man Stand 2022 Autumn                      | 大阪 UMEDA CLUB QUATTRO（10月27日）                 | ツアー初日を完売で迎え、新曲2曲がライブ初披露される。 |
| 2022年10月8日-11月20日                                    | One Man Stand 2022 Autumn                      | 新潟 Gioia Mia（10月29日）                          | ツアー初日を完売で迎え、新曲2曲がライブ初披露される。 |
| 2022年10月8日-11月20日                                    | One Man Stand 2022 Autumn                      | 静岡 FORCE（11月3日）                               | ツアー初日を完売で迎え、新曲2曲がライブ初披露される。 |
| 2022年10月8日-11月20日                                    | One Man Stand 2022 Autumn                      | 広島 LIVE JUKE 19（11月5日）                        | ツアー初日を完売で迎え、新曲2曲がライブ初披露される。 |
| 2022年10月8日-11月20日                                    | One Man Stand 2022 Autumn                      | 愛知 SPADE BOX（11月6日）                           | ツアー初日を完売で迎え、新曲2曲がライブ初披露される。 |
| 2022年10月8日-11月20日                                    | One Man Stand 2022 Autumn                      | 福岡 Gate's7（11月12日）                            | ツアー初日を完売で迎え、新曲2曲がライブ初披露される。 |
| 2022年10月8日-11月20日                                    | One Man Stand 2022 Autumn                      | 京都 MUSE（11月13日）                               | ツアー初日を完売で迎え、新曲2曲がライブ初披露される。 |
| 2022年10月8日-11月20日                                    | One Man Stand 2022 Autumn                      | 東京 日本橋三井ホール（11月20日）                   | ツアー初日を完売で迎え、新曲2曲がライブ初披露される。 |
| 2023年2月23日-3月11日                                     | One Man Stand 2023 Spring                      | 東京 大手町三井ホール（2月23日）                    | 2023年4月5日発売の新作EP収録予定楽曲が披露される。 コロナ禍により規制されていたマスクしたままでの声出しが解禁となる。 |
| 2023年2月23日-3月11日                                     | One Man Stand 2023 Spring                      | 大阪 UMEDA CLUB QUATTRO（2月26日）                  | 2023年4月5日発売の新作EP収録予定楽曲が披露される。 コロナ禍により規制されていたマスクしたままでの声出しが解禁となる。 |
| 2023年2月23日-3月11日                                     | One Man Stand 2023 Spring                      | 愛知 SPADE BOX（3月4日）                            | 2023年4月5日発売の新作EP収録予定楽曲が披露される。 コロナ禍により規制されていたマスクしたままでの声出しが解禁となる。 |
| 2023年2月23日-3月11日                                     | One Man Stand 2023 Spring                      | 福岡 Gate's7（3月5日）                              | 2023年4月5日発売の新作EP収録予定楽曲が披露される。 コロナ禍により規制されていたマスクしたままでの声出しが解禁となる。 |
| 2023年2月23日-3月11日                                     | One Man Stand 2023 Spring                      | 新潟 Gioia Mia（3月11日）                           | 2023年4月5日発売の新作EP収録予定楽曲が披露される。 コロナ禍により規制されていたマスクしたままでの声出しが解禁となる。 |
| 2023年4月9日-5月20日                                      | 尾崎裕哉 Strings Ensemble Premium Concert 2023 | 東京 日本橋三井ホール（4月9日）                     | 2023年4月5日発売の新作EPリリース後初のツアー。 メジャー・デビュー発表ライブ以来の弦楽アンサンブルスタイルでの公演となった。 出演：尾崎裕哉（Vo.&Gt.）／宮本貴奈（Piano）／中島徹（Piano/芦屋） ／Pat Glynn（Bass/東京・名古屋）／時安吉宏（Bass/芦屋） ／京都フィルハーモニー室内合奏団 （管弦楽アンサンブル/第一ヴァイオリン、第二ヴァイオリン、 ヴィオラ、チェロ、コントラバス、フルート） 編曲：宮本貴奈、山下康介、萩森英明 |
| 2023年4月9日-5月20日                                      | 尾崎裕哉 Strings Ensemble Premium Concert 2023 | 兵庫 芦屋ルナホール（4月15日）                      | 2023年4月5日発売の新作EPリリース後初のツアー。 メジャー・デビュー発表ライブ以来の弦楽アンサンブルスタイルでの公演となった。 出演：尾崎裕哉（Vo.&Gt.）／宮本貴奈（Piano）／中島徹（Piano/芦屋） ／Pat Glynn（Bass/東京・名古屋）／時安吉宏（Bass/芦屋） ／京都フィルハーモニー室内合奏団 （管弦楽アンサンブル/第一ヴァイオリン、第二ヴァイオリン、 ヴィオラ、チェロ、コントラバス、フルート） 編曲：宮本貴奈、山下康介、萩森英明 |
| 2023年4月9日-5月20日                                      | 尾崎裕哉 Strings Ensemble Premium Concert 2023 | 愛知 名古屋市昭和文化小劇場（5月6日）               | 2023年4月5日発売の新作EPリリース後初のツアー。 メジャー・デビュー発表ライブ以来の弦楽アンサンブルスタイルでの公演となった。 出演：尾崎裕哉（Vo.&Gt.）／宮本貴奈（Piano）／中島徹（Piano/芦屋） ／Pat Glynn（Bass/東京・名古屋）／時安吉宏（Bass/芦屋） ／京都フィルハーモニー室内合奏団 （管弦楽アンサンブル/第一ヴァイオリン、第二ヴァイオリン、 ヴィオラ、チェロ、コントラバス、フルート） 編曲：宮本貴奈、山下康介、萩森英明 |
| 2023年4月9日-5月20日                                      | 尾崎裕哉 Strings Ensemble Premium Concert 2023 | 東京 浜離宮朝日ホール（5月20日）                    | 2023年4月5日発売の新作EPリリース後初のツアー。 メジャー・デビュー発表ライブ以来の弦楽アンサンブルスタイルでの公演となった。 出演：尾崎裕哉（Vo.&Gt.）／宮本貴奈（Piano）／中島徹（Piano/芦屋） ／Pat Glynn（Bass/東京・名古屋）／時安吉宏（Bass/芦屋） ／京都フィルハーモニー室内合奏団 （管弦楽アンサンブル/第一ヴァイオリン、第二ヴァイオリン、 ヴィオラ、チェロ、コントラバス、フルート） 編曲：宮本貴奈、山下康介、萩森英明 |
| 2023年8月12日-8月19日                                     | 尾崎裕哉 HIROYA OZAKI EXPERIMENT               | 東京・Billboard Live Tokyo(8月12日)                 | 共演：皆川真人（Key.）、守真人（Dr.）、山口寛雄（Bass） |
| 2023年8月12日-8月19日                                     | 尾崎裕哉 HIROYA OZAKI EXPERIMENT               | 大阪 Billboard Live Osaka（8月19日）                | 共演：皆川真人（Key.）、守真人（Dr.）、山口寛雄（Bass） |
| 2023年10月21日-11月23日 (2024年1月14日-1月28日 ※振替公演) | One Man Stand 2023 Autumn                      | 埼玉 西川口HEARTS（10月21日）                       | ツアー初日を完売で迎え、新曲1曲がライブ初披露される。 宮城、新潟、東京の3公演は、本人の体調不良により公演中止となった （翌年1月に宮城、新潟、東京の振替公演を実施）。 |
| 2023年10月21日-11月23日 (2024年1月14日-1月28日 ※振替公演) | One Man Stand 2023 Autumn                      | 大阪 Banana Hall)（10月22日）                       | ツアー初日を完売で迎え、新曲1曲がライブ初披露される。 宮城、新潟、東京の3公演は、本人の体調不良により公演中止となった （翌年1月に宮城、新潟、東京の振替公演を実施）。 |
| 2023年10月21日-11月23日 (2024年1月14日-1月28日 ※振替公演) | One Man Stand 2023 Autumn                      | 神奈川 F.A.D YOKOHAMA（10月28日）                   | ツアー初日を完売で迎え、新曲1曲がライブ初披露される。 宮城、新潟、東京の3公演は、本人の体調不良により公演中止となった （翌年1月に宮城、新潟、東京の振替公演を実施）。 |
| 2023年10月21日-11月23日 (2024年1月14日-1月28日 ※振替公演) | One Man Stand 2023 Autumn                      | 富山 SOUL POWER（10月29日）                         | ツアー初日を完売で迎え、新曲1曲がライブ初披露される。 宮城、新潟、東京の3公演は、本人の体調不良により公演中止となった （翌年1月に宮城、新潟、東京の振替公演を実施）。 |
| 2023年10月21日-11月23日 (2024年1月14日-1月28日 ※振替公演) | One Man Stand 2023 Autumn                      | 広島 LIVE JUKE（11月3日）                           | ツアー初日を完売で迎え、新曲1曲がライブ初披露される。 宮城、新潟、東京の3公演は、本人の体調不良により公演中止となった （翌年1月に宮城、新潟、東京の振替公演を実施）。 |
| 2023年10月21日-11月23日 (2024年1月14日-1月28日 ※振替公演) | One Man Stand 2023 Autumn                      | 福岡 Gate's7（11月4日）                             | ツアー初日を完売で迎え、新曲1曲がライブ初披露される。 宮城、新潟、東京の3公演は、本人の体調不良により公演中止となった （翌年1月に宮城、新潟、東京の振替公演を実施）。 |
| 2023年10月21日-11月23日 (2024年1月14日-1月28日 ※振替公演) | One Man Stand 2023 Autumn                      | 愛知 BOTTOM LINE（11月10日）                        | ツアー初日を完売で迎え、新曲1曲がライブ初披露される。 宮城、新潟、東京の3公演は、本人の体調不良により公演中止となった （翌年1月に宮城、新潟、東京の振替公演を実施）。 |
| 2023年10月21日-11月23日 (2024年1月14日-1月28日 ※振替公演) | One Man Stand 2023 Autumn                      | 静岡 LIVE ROXY SHIZUOKA （11月11日）                | ツアー初日を完売で迎え、新曲1曲がライブ初披露される。 宮城、新潟、東京の3公演は、本人の体調不良により公演中止となった （翌年1月に宮城、新潟、東京の振替公演を実施）。 |
| 2023年10月21日-11月23日 (2024年1月14日-1月28日 ※振替公演) | One Man Stand 2023 Autumn                      | 宮城 誰も知らない劇場（11月18日※公演中止）          | ツアー初日を完売で迎え、新曲1曲がライブ初披露される。 宮城、新潟、東京の3公演は、本人の体調不良により公演中止となった （翌年1月に宮城、新潟、東京の振替公演を実施）。 |
| 2023年10月21日-11月23日 (2024年1月14日-1月28日 ※振替公演) | One Man Stand 2023 Autumn                      | 新潟 Gioia Mia（11月19日※公演中止）                 | ツアー初日を完売で迎え、新曲1曲がライブ初披露される。 宮城、新潟、東京の3公演は、本人の体調不良により公演中止となった （翌年1月に宮城、新潟、東京の振替公演を実施）。 |
| 2023年10月21日-11月23日 (2024年1月14日-1月28日 ※振替公演) | One Man Stand 2023 Autumn                      | 東京 日本橋三井ホール（11月23日※公演中止）          | ツアー初日を完売で迎え、新曲1曲がライブ初披露される。 宮城、新潟、東京の3公演は、本人の体調不良により公演中止となった （翌年1月に宮城、新潟、東京の振替公演を実施）。 |
| 2023年10月21日-11月23日 (2024年1月14日-1月28日 ※振替公演) | One Man Stand 2023 Autumn                      | 東京 日本橋三井ホール（2024年1月14日※振替公演）     | ツアー初日を完売で迎え、新曲1曲がライブ初披露される。 宮城、新潟、東京の3公演は、本人の体調不良により公演中止となった （翌年1月に宮城、新潟、東京の振替公演を実施）。 |
| 2023年10月21日-11月23日 (2024年1月14日-1月28日 ※振替公演) | One Man Stand 2023 Autumn                      | 宮城、誰も知らない劇場（2024年1月27日※振替公演）    | ツアー初日を完売で迎え、新曲1曲がライブ初披露される。 宮城、新潟、東京の3公演は、本人の体調不良により公演中止となった （翌年1月に宮城、新潟、東京の振替公演を実施）。 |
| 2023年10月21日-11月23日 (2024年1月14日-1月28日 ※振替公演) | One Man Stand 2023 Autumn                      | 新潟 Gioia Mia（2024年1月28日※振替公演）            | ツアー初日を完売で迎え、新曲1曲がライブ初披露される。 宮城、新潟、東京の3公演は、本人の体調不良により公演中止となった （翌年1月に宮城、新潟、東京の振替公演を実施）。 |
| 2024年4月13日-4月21日                                     | HIROYA OZAKI IN BLOSSOMS TOUR                  | 大阪 BIG CAT（4月13日）                             | 共演：皆川真人（Key.） |
| 2024年4月13日-4月21日                                     | HIROYA OZAKI IN BLOSSOMS TOUR                  | 愛知 名古屋 Club Quattto（4月14日）                 | 共演：皆川真人（Key.） |
| 2024年4月13日-4月21日                                     | HIROYA OZAKI IN BLOSSOMS TOUR                  | 東京 大手町三井ホール（4月20日）                    | 共演：皆川真人（Key.） |
| 2024年4月13日-4月21日                                     | HIROYA OZAKI IN BLOSSOMS TOUR                  | 東京 大手町三井ホール（4月21日※公演中止）           | 共演：皆川真人（Key.） |
| 2024年6月21日-2025年3月2日                                | The North Circuit Duo Tour 2024-2025           | 北海道 小平町文化交流センター（6月21日）            | 共演：宮本貴奈（piano） |
| 2024年6月21日-2025年3月2日                                | The North Circuit Duo Tour 2024-2025           | 北海道 蔵KURARAら(6月22日)                          | 共演：宮本貴奈（piano） |
| 2024年6月21日-2025年3月2日                                | The North Circuit Duo Tour 2024-2025           | 青森 デーリー東北メディアホール(7月13日)            | 共演：宮本貴奈（piano） |
| 2024年6月21日-2025年3月2日                                | The North Circuit Duo Tour 2024-2025           | 青森 Forest Blue（7月14日）                         | 共演：宮本貴奈（piano） |
| 2024年6月21日-2025年3月2日                                | The North Circuit Duo Tour 2024-2025           | 北海道 北斗市総合文化センターかなで～る（7月15日）  | 共演：宮本貴奈（piano） |
| 2024年6月21日-2025年3月2日                                | The North Circuit Duo Tour 2024-2025           | 北海道 稚内総合文化センター大ホール（8月30日）      | 共演：宮本貴奈（piano） |
| 2024年6月21日-2025年3月2日                                | The North Circuit Duo Tour 2024-2025           | 北海道 音更町文化センター（2025年2月28日）          | 共演：宮本貴奈（piano） |
| 2024年6月21日-2025年3月2日                                | The North Circuit Duo Tour 2024-2025           | 北海道 The Lutheranhal（2025年3月1日）              | 共演：宮本貴奈（piano） |
| 2024年6月21日-2025年3月2日                                | The North Circuit Duo Tour 2024-2025           | 北海道 壮瞥町地域交流センター山美湖（2025年3月2日） | 共演：宮本貴奈（piano） |
| 2024年8月3日・8月24日                                     | 尾崎裕哉 Strings Ensemble Premium Concert 2024 | 兵庫 芦屋ルナホール（8月3日）                       | 出演：尾崎裕哉／宮本貴奈（芦屋）／細川千尋（東京） /RENAISSANCE CLASSICS STRINGS（弦楽アンサンブル） 芸術監督：須藤晃 編成：ピアノ（宮本貴奈・芦屋公演）／（細川千尋・東京公演） 第一ヴァイオリン／第二ヴァイオリン／ヴィオラ／コントラバス／フルート 編曲：宮本貴奈、山下康介 |
| 2024年8月3日・8月24日                                     | 尾崎裕哉 Strings Ensemble Premium Concert 2024 | 東京 浜離宮朝日ホール（8月24日 昼・夜2公演）        | 出演：尾崎裕哉／宮本貴奈（芦屋）／細川千尋（東京） /RENAISSANCE CLASSICS STRINGS（弦楽アンサンブル） 芸術監督：須藤晃 編成：ピアノ（宮本貴奈・芦屋公演）／（細川千尋・東京公演） 第一ヴァイオリン／第二ヴァイオリン／ヴィオラ／コントラバス／フルート 編曲：宮本貴奈、山下康介 |
| 2024年9月22日-12月21日                                    | One Man Stand 2024 Autumn                      | 新潟 Gioia Mia（9月22日）                           | |
| 2024年9月22日-12月21日                                    | One Man Stand 2024 Autumn                      | 宮城 誰も知らない劇場（9月28）日)                   | |
| 2024年9月22日-12月21日                                    | One Man Stand 2024 Autumn                      | 香川 DIME（10月11日）                               | |
| 2024年9月22日-12月21日                                    | One Man Stand 2024 Autumn                      | 広島 LIVE JUKE（10月13日）                          | |
| 2024年9月22日-12月21日                                    | One Man Stand 2024 Autumn                      | 福岡 DRUM Be-1(10月14日）                           | |
| 2024年9月22日-12月21日                                    | One Man Stand 2024 Autumn                      | 大阪 UMEDA CLUB QUATTRO（10月19日)                  | |
| 2024年9月22日-12月21日                                    | One Man Stand 2024 Autumn                      | 愛知 NAGOYA CLUB QUATTRO(10月20日）                 | |
| 2024年9月22日-12月21日                                    | One Man Stand 2024 Autumn                      | 石川 GOLD CREEK（10月26日）                         | |
| 2024年9月22日-12月21日                                    | One Man Stand 2024 Autumn                      | 富山 SOUL POWER（10月27日）                         | |
| 2024年9月22日-12月21日                                    | One Man Stand 2024 Autumn                      | 東京 大手町三井ホール（11月3日）                    | |
| 2024年9月22日-12月21日                                    | One Man Stand 2024 Autumn                      | 青森 Forest Blue（12月21日）追加公演                | |
| 2025年4月26日-4月29日                                     | Sounds of Spring Tour 2025                     | 大阪 バナナホール（4月26日）                        | 皆川真人（Key.）足立浩（Parc.）尾崎裕哉（Vo.&Gt.） |
| 2025年4月26日-4月29日                                     | Sounds of Spring Tour 2025                     | 愛知 BOTTOM LINE（4月27日）                         | 皆川真人（Key.）足立浩（Parc.）尾崎裕哉（Vo.&Gt.） |
| 2025年4月26日-4月29日                                     | Sounds of Spring Tour 2025                     | 東京 Club ex                                        | 皆川真人（Key.）足立浩（Parc.）尾崎裕哉（Vo.&Gt.） |

### ライブ出演
※オフィシャル情報が公開されていない公演、イベントを除く
| 実施日                 | ライブ・イベント名                                                                           | 開催地                                               | 備考 |
| ---------------------- | -------------------------------------------------------------------------------------------- | ---------------------------------------------------- | --- |
| 2012年7月28日          | FUJI ROCK FESTIVAL'12                                                                        | 新潟 湯沢町苗場スキー場                              | interFM ブースで「Concerned Generation」公開収録&シークレットライブ |
| 2012年11月11日         | ソノダバンド おめかしナイト                                                                  | 東京 六本木STB139                                    | ライブ、シークレットゲスト出演 |
| 2013年1月13日          | Live to RISE 〜SUKIYAKI NEXT GENERATION〜                                                    | 東京 赤坂BLITZ                                       | ライブイベント |
| 2013年4月25日          | 集まれOZAKI OSAKA OZAKI NIGHT                                                                | 大阪 オリックス劇場                                  | 尾崎豊トリビュートライブイベント、ゲスト出演 |
| 2013年9月15日          | そらまつり                                                                                   | 東京 駒沢オリンピック公園                            | フェス、シークレットゲスト出演 |
| 2014年9月28日          | そらまつり                                                                                   | 東京 駒沢オリンピック公園                            | フェス、ゲスト出演 |
| 2015年10月3日          | 靭公園 MUSIC FESTA FM COCOLO 風のハミング                                                    | 大阪 靭公園センターコート特設会場                    | フェス、オープニングアクト |
| 2015年10月10日         | FM802MINAMI WHEEL2015                                                                        | 大阪 アメリカ村DROP                                  | フェス、尾崎裕哉として初めてオリジナル曲のみで構成されたライブを行う |
| 2015年11月1日          | 月山青春音楽祭                                                                               | 山形 旧・西川町立西山小学校                          | ライブイベント |
| 2015年11月24日         | 連載おとといミーティング'K'lors #chocolate                                                   | 東京 下北沢GARDEN                                    | ゲスト出演 |
| 2016年2月20日          | 男はつらいぜ、泣いてたまるかTOUR                                                             | 東京 下北沢GARDEN                                    | 若旦那のソロライブツアーにゲスト出演。共作「ハル〜feat. Hiroya Ozaki〜」を披露 |
| 2016年2月21日          | WITH YOU                                                                                     | 東京 新宿RUIDO K4                                    | 初のワンマンライブ開催。ゲストには前日にライブで共演した若旦那が登場 |
| 2016年3月9日           | WITH YOU                                                                                     | 大阪 大阪RUIDO                                       | 追加公演 |
| 2016年4月15日          | WAKADANNA 5 〜フォアグラなんていらねぇよ〜リリース記念イベント                               | 東京 渋谷club asia                                   | 若旦那の5thアルバムのリリース記念イベントにゲスト出演 |
| 2016年7月30日          | FREEDOM AOZORA 2016 淡路島                                                                   | 兵庫 明石海峡公園                                    | フェス |
| 2016年8月7日           | オハラ☆ブレイク'16夏                                                                         | 福島 猪苗代湖 天神浜オートキャンプ場                 | フェス |
| 2016年8月27日          | ALL AS ONE FESTIVAL                                                                          | 埼玉 所沢航空記念公園                                | フェス |
| 2016年9月4日           | billboard classics 尾崎裕哉 premium concert 「始まりの歌」                                   | 東京 よみうり大手町ホール（読売新聞東京本社）        | 初ホールコンサート開催、メジャーデビュー発表 |
| 2016年10月10日         | FM802MINAMI WHEEL 2016                                                                       | 大阪 BIGSTEP 大階段                                  | ライブサーキット、オープニングライブイベント |
| 2016年10月29日         | AWAJI ACOUSTIC MUSIC ISLAND                                                                  | 兵庫 淡路夢舞台 野外劇場                             | ライブイベント |
| 2016年10月29日         | PINK sensation 2016 Taicoclub in Sanrio Puroland 〜 Hello Kitty 42nd Anniversary Bash!       | 東京 サンリオピューロランド                          | ライブイベント |
| 2016年11月27日         | billboard classics 尾崎裕哉 premium ensemble concert                                         | 東京 東京文化会館大ホール                            | ホールコンサート |
| 2017年2月18日、2月19日 | billboard classics festival 2017 in TOKYO                                                    | 東京 東京国際フォーラムホールA                       | フェス |
| 2017年3月1日           | LOVEの今日ここ東京にいるという事 〜 6年目のおめでとう 〜                                     | 東京 EXシアター六本木                                | ゲスト出演 |
| 2017年3月19日          | FES.19 LIVE Act 1                                                                            | 新潟 イオンモール新潟南1階マリンコート               | トーク&ライブ |
| 2017年3月30日          | ZIP!春フェス2017                                                                             | 東京 東京ドームシティホール                          | ライブイベント |
| 2017年4月30日          | ARABAKI ROCK FEST.17                                                                         | 宮城 国営みちのく杜の湖畔公園                        | フェス |
| 2017年5月4日           | NIIGATA RAINBOW ROCK 2017                                                                    | 新潟 万代シテイ                                      | フェス |
| 2017年5月5日           | VIVA LA ROCK                                                                                 | 埼玉 けやきひろば                                    | フェス |
| 2017年6月11日          | FM802 ヒトリの夕べ in OKAZAKI LOOPS                                                          | 京都 ロームシアター京都                              | ライブイベント |
| 2017年6月23日          | ピカイチ presents スペシャルライブ 笑顔で前へ                                                | 新潟 NIIGATA LOTS                                    | クローズドライブイベント |
| 2017年7月16日          | FM802 MEET THE WORLD BEAT 2017                                                               | 大阪 万博記念公園                                    | ライブイベント、初映画主題歌タイアップ曲、初披露 |
| 2017年8月6日           | オハラ☆ブレイク'17夏                                                                         | 福島 猪苗代湖 天神浜オートキャンプ場                 | フェス |
| 2017年8月11日          | ROCK IN JAPAN FESTIVAL 2017                                                                  | 茨城 国営ひたち海浜公園                              | フェス |
| 2017年8月20日          | MONSTER baSH 2017                                                                            | 香川 国営讃岐まんのう公園                            | フェス |
| 2017年9月3日           | 旅祭 2017                                                                                    | 千葉、幕張海浜公園                                   | フェス |
| 2017年10月5日          | SEIZE THE DAY リリースイベント                                                               | 大阪 タワレコ梅田Nu茶屋町店                          | |
| 2017年10月7日          | SEIZE THE DAY リリースイベント                                                               | 東京 タワレコ新宿店                                  | |
| 2017年10月14日         | MARTIN GUITAR×CHALIE VICE／MARTIN GUITAR Presents TALK ＆ ACOUSTIC LIVE                      | 東京 伊勢丹メンズレジデンス                          | クローズドイベント |
| 2017年11月29日         | SKY-HI Round A Ground TOUR 2017                                                              | 長崎 DRUM Be7                                        | ゲスト出演 |
| 2017年11月30日         | SKY-HI Round A Ground TOUR 2017                                                              | 大分 DRUM Be0                                        | ゲスト出演 |
| 2017年12月3日          | 若旦那 THE ACOUSTIC LIVE in Christmas                                                        | 東京 新宿LOFT                                        | ゲスト出演 |
| 2018年3月10日          | billboard classics festival 2018 in YOKOHAMA                                                 | 神奈川 パシフィコ横浜国立大ホール                    | 出演：藤井フミヤ／八神純子／小野リサ／ NOKKO／小柳ゆき／村治佳織 /東京フィル・ビルボードクラシックスオーケストラ／指揮:西本智実 |
| 2018年4月28日          | ARABAKI ROCK FEST.18                                                                         | 宮城 国営みちのく杜の湖畔公園                        | フェス |
| 2018年4月29日          | MARTIN ACOUSTIC LIVE FES J-WAVE主催 REBIRTH TOUR 2018                                        | 東京 恵比寿ガーデンホール                            | ライブイベント |
| 2018年5月5日           | JOIN ALIVE KICKOFF EVENT JOIN US 2018                                                        | 北海道 札幌 CUBE GARDEN                              | ライブイベント |
| 2018年5月19日          | ACO CHILL CAMP 2018                                                                          | 静岡 富士山樹空の森                                  | フェス |
| 2018年7月14日          | JOIN ALIVE 2018                                                                              | 北海道 北海道グリーンランド                          | フェス |
| 2018年7月24日          | billboard classics 尾崎裕哉 PREMIUM SYMPHONIC CONCERT 2018                                   | 東京 東京芸術劇場                                    | 初フルオーケストラ単独コンサート 指揮：栁澤寿男 管弦楽：神奈川フィルハーモニー管弦楽団（東京）、日本センチュリー交響楽団（兵庫） 合唱：ソウルバードクワイア 音楽監督：須藤晃                                                                              |
| 2018年8月12日          | billboard classics 尾崎裕哉 PREMIUM SYMPHONIC CONCERT 2018                                   | 兵庫 兵庫県立芸術文化センターKOBELCO大ホール         | 初フルオーケストラ単独コンサート 指揮：栁澤寿男 管弦楽：神奈川フィルハーモニー管弦楽団（東京）、日本センチュリー交響楽団（兵庫） 合唱：ソウルバードクワイア 音楽監督：須藤晃                                                                              |
| 2018年7月29日          | 福岡ギターショー2018                                                                         | 福岡 天神イムズ                                      | 展示会でのライブ出演 |
| 2018年8月4日           | オハラ☆ブレイク'18夏                                                                         | 福島 猪苗代湖 天神浜オートキャンプ場                 | フェス |
| 2018年8月31日          | 908 FESTIVAL 2018                                                                            | 東京 日本武道館                                      | ゲスト出演 |
| 2018年10月13日         | SKY-HI Round A Ground TOUR 2018                                                              | 新潟 NIIGATA LOTS                                    | ゲスト出演 |
| 2019年2月9日           | billboard classics festival 2019 in CHIBA                                                    | 千葉 千葉県文化会館 大ホール                         | 出演:大黒摩季／小柳ゆき／NOKKO／福原美穂／八神純子 演奏:東京フィルハーモニー交響楽団 共演:八千代少年少女合唱団 指揮:栁澤寿男 |
| 2019年2月26日          | billboard classics festival 2019 in TOYAMA                                                   | 富山 AUBADE HALL(富山市芸術文化ホール)               | 出演:NOKKO／杏里／小柳ゆき/Crystal Kay／元ちとせ／福原美穂 スペシャル・ゲスト：尾崎裕哉 管弦楽：オーケストラ・アンサンブル金沢 合唱：富山少年少女合唱団 クワイア：ソウルバードクワイア/T-Grace Choir／富山ジャズコーラス／VOX OF JOY Choir 指揮：西本智実 |
| 2019年3月28日          | オーバード・ホール presents プラネライブ尾崎裕哉「この空をすべて君に」                       | 富山 富山市科学博物館プラネタリウム                  | 初プラネタリウムライブ |
| 2019年4月7日           | MARTIN ACOUSTIC LIVE FES Rebirth TOUR 2019                                                   | 東京 恵比寿ザ・ガーデンホール                        | 出演:斎藤誠／おおはた雄一/曽我部恵一 ／吉川忠英／Rei／尾崎裕哉 |
| 2019年4月27日          | billboard classics festival 2019 in 薬師寺                                                   | 奈良 薬師寺大講堂前特設会場                          | 出演:藤井フミヤ／NOKKO／小柳ゆき／Salyu／尾崎裕哉 管弦楽:イルミナートフィルハーモニーオーケストラ 指揮者:西本智実 |
| 2019年5月5日           | billboard classics 尾崎裕哉 PREMIUM SYMPHONIC CONCERT 2019 THIS IS MY ANTHEM                 | 東京 サントリーホール                                | 出演:尾崎裕哉 管弦楽：東京フィルハーモニー交響楽団 合唱：ソウルバード・クワイア 指揮：柴田真郁 音楽監督：須藤晃 |
| 2019年7月7日           | 北日本放送開局記念 第23回 KNB大バザール2019                                                  | 富山 北日本放送本社前 (ブールバール特設会場)         | 牛島歌謡祭メインライブ |
| 2019年7月26日          | The Coleman Camp2019                                                                         | 群馬 無印良品カンパーニャ嬬恋キャンプ場              | 出演:尾崎裕哉／The Charm Park |
| 2019年8月11日          | オハラブレイク19'夏                                                                          | 福島 猪苗代湖 天神浜オートキャンプ場                 | 石崎ひゅーいと共に双発機として出演 |
| 2019年8月24日          | PEACE BANK 2019                                                                              | 新潟 新潟市万代やすらぎ堤                            | 出演:尾崎裕哉／BENI |
| 2019年9月7日           | billboard classics festival 2019 in Nishinomiya                                              | 兵庫 兵庫県立芸術文化センター KOBELCO大ホール        | 出演:辛島美登里／福原美穂/八神純子／NOKKO／村治佳織／幸田浩子 スペシャルゲスト 尾崎裕哉 管弦楽:大阪交響楽団 合唱：ソウルバードクワイア 指揮：栗田博文 |
| 2019年9月13日          | 第16回 釧路大漁どんぱく                                                                      | 北海道 釧路市観光国際交流センター前庭特設ステージ    | 出演:尾崎裕哉／他 |
| 2019年9月27日          | billboard classics festival 2019 in Tokyo                                                    | 東京 サントリーホール大ホール                        | 出演:辛島美登里／八神純子／NOKKO ／野宮真貴／村治佳織／幸田浩子 スペシャルゲスト：尾崎裕哉 管弦楽：東京フィルハーモニー交響楽団 合唱：ソウルバードクワイア 指揮：栗田博文                                                                                 |
| 2019年9月28日          | INAKAFES"CAMP"2019                                                                           | 岩手 宮沢賢治童話村                                  | 出演：尾崎裕哉/他 |
| 2020年2月15日          | LIVE EMPOWER CHILDREN 2020                                                                   | 東京 東京国際フオーラム ホールA                      | 出演：尾崎裕哉／木山裕策／Every Little Thing ／倖田來未／ moumoon／ピコ太郎/Da-iCE／サンプラザ中野くん／新羅慎二 |
| 2020年2月16日          | billboard classics festival 2020 in SAPPORO                                                  | 北海道 札幌文化芸術劇場 hitaru                       | 出演：大黒摩季／野宮真貴／福原美穂／ANRI／尾崎裕哉 指揮：栗田博文 |
| 2020年2月22日          | billboard classics festival 2020 in TOYAMA                                                   | 富山 AUBADE HALL(富山市芸術文化ホール)               | 出演：大黒摩季／NOKKO／野宮真貴／幸田浩子／村治香織 スペシャルゲスト：石崎ひゅーい／尾崎裕哉 管弦楽：オーケストラ・アンサンブル金沢 指揮：柳澤寿男 |
| 2020年8月15日          | billboard classics 尾崎裕哉 PREMIUM SYMPHONIC CONCERT 2020 -継承と革新-                      | 兵庫 兵庫県立芸術文化センター KOBELCO大ホール        | 出演:尾崎裕哉 指揮：指揮栗田博文 管弦楽：ビルボードクラシックスオーケストラ 合唱：ソウルバードクワイア 音楽監督：須藤晃 |
| 2020年9月10日          | JAPAN-EUROPE CLASSICS FESTIVAL with バルカン特別交響楽団 World Peaceful Concert From Japan   | 神奈川 ミューザ川崎シンフォニーホール                | 出演：岩崎宏美／大黒摩季／タケカワユキヒデ ／尾崎裕哉／幸田浩子 編曲・監修：宮本貴奈／編曲：岩城直也 指揮：栁澤寿男 管弦楽：バルカン特別交響楽団 |
| 2021年1月18日          | 「LIGHT HOUSE to the Future」-芦屋から熊本へ届ける、音楽の輝き-                              | 兵庫 芦屋市民会館大ホール ルナ・ホール               | イベント概要：東日本大震災・熊本地震被災者支援チャリティーコンサート。 出演：八神純子／尾崎裕哉／三浦栄里子（ピアノ）／白木直人（オーボエ）／他 指揮：栁澤寿男 管弦楽：京都フィルハーモニー室内合奏団                                                     |
| 2021年3月13日          | BSN愛の募金 東日本大震災チャリティーコンサート BSNサクラジオ                                 | 新潟 りゅーとぴあコンサートホール                    | 出演：中澤卓也／笹川美和／尾崎裕哉 |
| 2021年12月31日         | 第5回ももいろ歌合戦 〜届け！希望の彼方へ〜                                                   | 東京 日本武道館                                      | 出演：五木ひろし／さだまさし：ももいろクローバーZ/他 |
| 2022年1月17日          | RENAISSANCE CLASSICS「LIGHT HOUSE to the Future 2022」                                       | 兵庫 芦屋市民会館大ホール、ルナ・ホール              | 出演：八神純子／尾崎裕哉／宮崎薫／三浦栄里子（ピアノ）／白木直人（オーボエ）／佐藤一紀（ヴァイオリン) ／関西学院グリークラブ |
| 2022年2月20日          | AUBADE SYMPHONIC WAVE 2022                                                                   | 富山 AUBADE HALL 富山市芸術文化ホール                | 出演:：ASKA／石崎ひゅーい／尾崎裕哉／KAN／東儀秀樹／平原綾香／八神純子 オーケストラ・アンサンブル金沢 指揮：三ツ橋敬子 |
| 2022年4月21日          | RENAISSANCE CLASSICS「TOKYO SYMPHONIC WAVE 2022」                                            | 東京 東京文化会館 大ホール                           | イベント概要: ゴールドリボン基金チャリティーコンサート 出演：ASKA／タケカワユキヒデ／八神純子/尾崎裕哉／幸田浩子 指揮：栁澤寿男 管弦楽：京都フィルハーモニー室内合奏団特別交響楽団 合唱：横浜少年少女合唱                                                 |
| 2022年6月17日          | ブルボン PRESENTS ギンザめざましクラシックス vol.95                                          | 東京 銀座王子ホール                                  | 出演:松本蘭(vl.1)／軽部真一(語り)／吉田翔太(vl.2) ／御法川雄矢(vla.)／寺田達郎(Vc.)／川崎龍(pf.) スペシャルゲスト：尾崎裕哉 |
| 2022年12月2日          | TREES LINING A STREET IN REVIVAL -復活の街路樹-                                              | 福岡 石橋文化センター石橋文化ホール                  | 久留米での初単独LIVE |
| 2022年12月17日         | Martin Club Japan Presents 尾崎裕哉 Talk & Live Martin Guitar Show                           | 福井 TABBY'S GUITAR                                  | 出演：尾崎裕哉／黒澤楽器の福岡さん |
| 2022年12月24日         | HIROYA OZAKI CHRISTMAS EVE IN KYOTO                                                          | 京都 someno kyoto                                    | クリスマスLIVE |
| 2023年1月16日          | RENAISSANCE CLASSICS「LIGHT HOUSE to the Future 2023」– 阪神間から東北へ届ける、音楽の輝き – | 兵庫 芦屋市民会館大ホール ルナ・ホール               | イベント概要：東日本大震災支援チャリティーコンサート 出演：八神純子／大江千里／尾崎裕哉／宮崎薫／ 三浦栄里子（ピアノ）／白木直人（オーボエ）／佐藤一紀（ヴァイオリン） ／関西学院グリークラブ                                                             |
| 2023年3月8日           | Daiwa House presents billboard classics 10th Anniversary festival                            | 東京 東京芸術劇場コンサートホール                    | 出演：稲垣潤一／尾崎裕哉／小柳ゆき／タケカワユキヒデ／NOKKO／八神純子 指揮：齋藤友香理 管弦楽/【東京】東京フィルハーモニー交響楽団 |
| 2023年3月18日          | 尾崎豊展 特別企画 「尾崎裕哉スペシャルライブ Father's Son」                                  | 富山 富山市民プラザアンサンブルホール                | イベント概要：尾崎豊展 OZAKI30 LAST STAGE 特別企画 |
| 2023年3月26日          | Smile Music 笑顔の花を歌で咲かせよう@上田映劇                                                | 長野 上田映劇                                        | イベント概要：SBCラジオ公開収録イベントSBCラジオフェス2023 笑顔いっぱいWeek 出演：ヒグチアイ／尾崎裕哉／祐日 |
| 2023年3月29日          | Daiwa House presents billboard classics 10th Anniversary festival                            | 兵庫 兵庫県立芸術文化センター KOBELKO大ホール        | 出演:稲垣潤一／尾崎裕哉／タケカワユキヒデ／NOKKO／八神純子／CHEMISTRY 管弦楽：兵庫大阪交響楽団 指揮：齋藤友香理 |
| 2023年7月2日           | ゆうばり希望の街コンサート2023                                                               | 北海道 合宿の宿ひまわり グランドステージ             | イベント概要:ゆうばり国際ファンタスティック映画祭 出演者：河村隆一／尾崎裕哉 |
| 2023年7月29日          | FUJI ROCK FESTIVAL'23                                                                        | 新潟 湯沢町苗場スキー場                              | 共演:大月文太（Gt.） |
| 2023年8月6日           | 2023FIM世界耐久選手権"コカ·コーラ" 鈴鹿8時間耐久ロードレース第44回大会 8FESLIVEステージ      | 三重県 鈴鹿サーキット交通教育センターエリア          | |
| 2023年8月11日          | YUKI JAZZ FESTIVAL ’23                                                                       | 茨城 結城市民文化センターアクロス                    | 出演：宮本貴奈（piano）／馬場智章（sax）／小川晋平（bass）／小田桐和寛(drum) スペシャルゲスト尾崎裕哉(Vo&Gt.) |
| 2023年9月2日           | AUBADE ACOUSTIC WAVE                                                                         | 富山 オーバードホール中ホール                        | イベント概要：オーバード・ホール 中ホール開館記念公演 出演者:タケカワユキヒデ／ASKA／宮沢和史／尾崎裕哉／他 |
| 2023年9月24日          | LVR秋祭り2023 Special Sunset LIVE!                                                           | 福岡 西戸崎 Long Vacation Resort                     | MC:セイン・カミュ |
| 2023年10月7日          | 八ヶ岳高原サロンコンサート                                                                   | 長野 八ヶ岳高原音楽堂                                | 出演：尾崎裕哉 演奏：宮本貴奈(piano) |
| 2023年10月14日         | 尾崎裕哉弾き語りライブ                                                                       | 熊本 菊池市文化会館大ホール                          | 尾崎豊作品を中心に構成された弾き語りワンマンライブ |
| 2023年11月25日         | OMIYA SYMPHONIC WAVE 2023                                                                    | 埼玉 大宮ソニックシティ大ホール                      | 出演：八神純子／尾崎裕哉／福原彰美(piano) 司会：丸岡いずみ 管弦楽：パシフィックフィルハーモニアポップス東京 指揮：山下康介※体調不良により、予定していた楽曲より｢I LOVE YOU｣のみの歌唱となった。                                                           |
| 2023年12月9日          | 尾崎裕哉弾き語りワンマンライブ                                                               | 和歌山 かつらぎ総合文化会館あじさいホール            | 開館30周年を記念して開かれた、尾崎豊作品を中心に構成された弾き語りワンマンライブ。 |
| 2023年12月23日         | Hiroya Ozaki Christmas -Live in Kyoto-                                                       | 京都 京都文化博物館別館ホール                        | クリスマスLIVE |
| 2024年1月8日           | NTPグループ presentsCBC新春感謝祭「青春のグラフィティコンサート2024」                        | 愛知 名古屋国際会議場センチュリーホール              | 出演：堀内孝雄太田裕美／海援隊／南こうせつ／尾崎裕哉<be/>司会:小堀勝啓 |
| 2024年2月3日           | AUBADE SYMPHONIC WAVE 2024                                                                   | 富山 オーバードホール大ホール                        | 出演：PUFFY／矢井田瞳/小柳ゆき／三浦祐太朗／尾崎裕哉／村治佳織／澤武紀行 演奏：オーケストラアンサンブル金沢 指揮者：栁澤寿男 |
| 2024年2月14日          | Love Light～尾崎裕哉 Valentine Special～                                                     | 大阪 あいおいニッセイ同和損保 ザ・フェニックスホール | 関西テレビ主催イベント (ワンマンライブ) |
| 2024年2月23日          | JAバンク香川 presents プレミアムライブ2024                                                   | 香川 レクザムホール                                  | 出演：石井竜也／尾崎裕哉 |
| 2024年4月7日           | Bouquet Songs Concert                                                                        | 新潟 上越文化会館大ホール                            | 出演：尾崎裕哉、演奏：宮本貴奈(piano) |
| 2024年4月27日          | 秋田県民共済 Presents めざましクラシックス in 秋田                                           | 秋田 あきた芸術劇場ミルハス大ホール                  | 出演：高嶋ちさ子／軽部真一 他 スペシャルゲスト：尾崎裕哉 |
| 2024年5月12日          | SOUND MESSE in OSAKA 2024 OSAKA GUITAR SHOW                                                  | 大阪 アジア太平洋トレードセンター・ATCホール         | ギターショー、ライブイベント、ラジオ公開収録 |
| 2024年7月5日           | 尾崎裕哉「Starry Night Concert」                                                             | 富山 富山市科学博物館プラネタリウム                  | 5年ぶりにオーバードホール主催公演プラネライブに出演 |
| 2024年9月7日           | 下松市制施行85周年記念 尾崎裕哉 Concert 2024                                                 | 山口 スターピアくだまつ(下松市文化会館)              | 会館主催公演。 尾崎豊曲多めのセットリストで開かれたアコースティック・ギター弾き語りによるワンマン公演。 |
| 2024年9月14日          | 尾崎裕哉 Concert 2024                                                                        | 山梨 甲斐市双葉ふれあい文化館                        | 会館主催公演。 尾崎豊曲多めのセットリストで開かれたアコースティック・ギター弾き語りによるワンマン公演。 |
| 2024年10月5日          | 尾崎裕哉 Concert 2024                                                                        | 兵庫 丹波篠山市立田園交響ホール                      | 会館主催公演。 尾崎豊曲多めのセットリストで開かれたアコースティック・ギター弾き語りによるワンマン公演。 |
| 2024年10月6日          | 尾崎裕哉 Concert 2024                                                                        | 兵庫 たつの市総合文化会館赤とんぼ文化ホール          | 会館主催公演。 尾崎豊曲多めのセットリストで開かれたアコースティック・ギター弾き語りによるワンマン公演。 |
| 2024年12月14日         | Martin Club Japan Presents 尾崎裕哉 Talk & Live Martin Guitar Show                           | 福井 TABBY'S GUITAR                                  | 出演：尾崎裕哉／黒澤楽器の福岡さん |
| 2024年12月22日         | 尾崎裕哉 With 宮本貴奈 Christmas Live in Aomori                                              | 青森 Forest Blue                                     | 出演：尾崎裕哉（Vo.）／宮本貴奈(piano,Chorus) |
| 2025年2月14日          | Love Light 2025                                                                              | 大阪 箕面市立文化芸術劇場小ホール                    | 出演：尾崎裕哉、関西テレビ主催イベント(ワンマンライブ) |
| 2025年3月7日           | SHIBUYA MUSIC CROSSOVER #0 HIROYA OZAKI with 宮本貴奈 ～渋谷からI LOVE YOU～                 | 東京 渋谷文化総合センター大和田伝承ホール            | 出演:尾崎裕哉(Vo.&Gt.)、宮本貴奈(Piano) ゲスト:本多俊之(Sax.) |
| 2025年3月30日          | 尾崎裕哉 Concert 2025                                                                        | 兵庫 海南市民交流センターふれあいホール              | 会館主催公演。 尾崎豊曲多めのセットリストで開かれたアコースティック・ギター弾き語りによるワンマン公演 |
| 2025年5月11日          | BUILD FEST.                                                                                  | 滋賀 彦根市荒神山公園                                | |
| 2025年7月20日          | HBC赤れんがプレミアムフェスト                                                                | 北海道 札幌市北三条広場                              | |
| 2025年8月9日           | STARRY NIGHT FES 2025                                                                        | 長野県 富士見台高原ロープウェイ ヘブンスそのはら     | 出演:nobodyKnows+／尾崎裕哉／MONKEY MAJIK |

### OZAKI PLAYS OZAKI
父であり、尊敬してきたアーティストでもある尾崎豊が遺した作品をこれまで自身のコンサートの中で継続的に演奏し、次の世代へ繋ぐために継承してきた。自ら、尾崎がプレイするオザキというスタイルを「OZAKI PLAYS OZAKI」と銘打った、眠っていた楽曲の新たな魅力を追求する尾崎豊作品をメインにしたライブイベント
| 実施日        | ライブ・イベント名   | 開催地                   | 備考                                                                                      |
| ------------- | -------------------- | ------------------------ | ----------------------------------------------------------------------------------------- |
| 2024年6月16日 | OZAKI PLAYS OZAKI 1. | 東京 EX THEATER ROPPONGI | スペシャルゲスト 石崎ひゅーい 演奏: 西本明(Key.)/吉浦芳一(Dr.)/田口政人(Bass)/長田進(Gt.) |

### 双発機
シンガーソングライター石崎ひゅーいと共にそれぞれの楽曲でコラボレーションしたり、共に尊敬するアーティストでもある尾崎豊作品のカバーを演奏したライブイベント
| 実施日        | ライブ・イベント名                                                                   | 開催地                                | 備考 |
| ------------- | ------------------------------------------------------------------------------------ | ------------------------------------- | --- |
| 2018年10月5日 | 石崎ひゅーい vs 尾崎裕哉 双発機                                                      | 東京、渋谷 duo music exchange         | 初ツーマンライブ |
| 2019年1月12日 | 石崎ひゅーい vs 尾崎裕哉 双発機 2019                                                 | 大阪、umeda Trad                      | ツーマン |
| 2019年1月20日 | 石崎ひゅーい vs 尾崎裕哉 双発機 2019                                                 | 宮城、仙台Rensa                       | ツーマン |
| 2019年2月22日 | 石崎ひゅーい vs 尾崎裕哉 双発機 2019                                                 | 新潟、NIIGATA LOTS                    | ツーマン |
| 2019年8月11日 | オハラブレイク19'夏                                                                  | 福島、猪苗代湖 天神浜オートキャンプ場 | 石崎ひゅーいと共に双発機として出演 |
| 2021年4月25日 | インスタグラムライブ                                                                 | Instagram live                        | 同日、東京文化会館での開催を予定していた公演が、コロナによる緊急事態宣言発令を受けて中止となり共演を予定していた石崎ひゅーいと共にライブ配信をした。 |
| 2021年6月26日 | billboard classics Symphonic Concert "Grand Duo" 2021石崎ひゅーい×尾崎裕哉～双発機～ | 東京、東京文化会館大ホール            | 出演:石崎ひゅーい/尾崎裕哉 音楽監督:須藤晃 管弦楽:東京フィル・ビルボードクラシックスオーケストラ 指揮:栗田博文                                       |

### イベント
| 実施日         | イベント名                                                                                            | 開催地                                         | 備考                                                 |
| -------------- | --- | ---------------------------------------------- | ---------------------------------------------------- |
| 2016年4月1日   | FENDER × CHALIE VICE Birthday Party                                                                   | 東京、伊勢丹メンズレジデンス                   | クローズドイベント                                   |
| 2016年5月16日  | ゲリラシネマ                                                                                          | 東京、代官山CARATO 71                          | ノーベル平和賞受賞者カイラシュ・サティーアーティ登壇 |
| 2016年5月16日  | 値段のないレストラン                                                                                  | 東京、表参道バンブー                           | ノーベル平和賞受賞者カイラシュ・サティーアーティ登壇 |
| 2016年9月10日  | 「二世」刊行記念サイン会                                                                              | 東京、三省堂書店有楽町店                       |                                                      |
| 2017年9月5日   | 「交響詩篇エウレカセブン ハイエボリューション1」完成披露上映会                                        | 東京、新宿バルト9                              | サプライズ登壇                                       |
| 2018年9月21日  | 伊勢丹メンズ館15周年記念イベント                                                                      | 東京、伊勢丹メンズレジデンス                   | クローズドイベント                                   |
| 2019年12月1日  | 国際交流事業 ビッグ・アイ アーツフェスティバル"Spread Our Common Sense in JAPAN" 〜共通感覚を拡げて〜 | 大阪、ビッグ・アイ国際障害者交流センター       |                                                      |
| 2020年10月21日 | 尾崎裕哉 1stアルバム発売記念ZOOMミーティング                                                          | ZOOM                                           |                                                      |
| 2022年12月19日 | 『OZAKI30 LAST STAGE 尾崎豊展』ところざわサクラタウン開催記念トークセッション ～失くした1/2～         | 埼玉、ところざわサクラタウン パビリオンホールB | 登壇者:須藤晃、田島照久、尾崎裕哉                    |

## ファンクラブ
2020年4月にスタートした尾崎裕哉公式ファンクラブ。会員限定インスタグラムライブの他、会員限定コンテンツの公開や、会員限定グッズ販売サービス等が提供される。コロナ禍を経て、設立3年目より直接ファンと過ごすオフ会イベントも開催されている。
ファンクラブ名Charles River Clubは、尾崎裕哉の幼少期を過ごしたボストンの思い出の場所から名付けられた。
※非公開の会員限定コミュニティであるため、イベントのスケジュールや、コンテンツの内容は、オフィシャルサイトで告知されるもの以外は、会員専用サイトでのみ閲覧可能
| 実施日         | イベント名                                                       |
| -------------- | ---------------------------------------------------------------- |
| 2020年4月7日   | オフィシャルファンクラブオープン記念会員限定インスタグラムライブ |
| 2020年4月21日  | インスタグラムライブ                                             |
| 2020年5月6日   | 会員限定インスタグラムライブコンサート                           |
| 2020年6月13日  | 第2回 インスタグラムライブコンサート                             |
| 2020年8月15日  | 尾崎裕哉 継承と革新コンサートオンライン打ち上げ                  |
| 2020年9月22日  | 秋分の日 CRC MTG                                                 |
| 2020年10月6日  | CRC ハーフイヤーアニバーサリー インスタライブコンサート          |
| 2020年10月11日 | CRC ZOOM MTG ｢パーキングエリアで待ち合わせ｣                      |
| 2020年11月3日  | CRC ZOOM MTG 出待ち                                              |
| 2020年12月27日 | CRC ZOOM MTG 大忘年会                                            |
| 2021年1月31日  | CRC ZOOM 新年会                                                  |
| 2021年3月26日  | CRC インスタライブコンサート                                     |
| 2021年4月6日   | CRC 創立1周年記念ZOOM会                                          |
| 2021年5月2日   | CRC インスタグラムライブコンサート                               |
| 2021年5月11日  | CRC インスタグラムライブ 公開曲づくり                            |
| 2021年6月20日  | CRC 父の日 インスタグラムライブコンサート                        |
| 2021年6月30日  | CRC インスタグラムライブコンサート                               |
| 2021年7月30日  | CRC インスタグラムライブコンサート                               |
| 2021年8月30日  | CRC インスタグラムライブコンサート                               |
| 2021年9月30日  | CRC インスタグラムライブコンサート                               |
| 2021年10月29日 | CRC インスタグラムライブコンサート                               |
| 2021年11月29日 | CRC インスタグラムライブコンサート                               |
| 2021年12月30日 | CRC インスタグラムライブコンサート                               |
| 2022年1月31日  | CRC インスタグラムライブコンサート                               |
| 2022年2月25日  | CRC インスタグラムライブコンサート                               |
| 2022年3月25日  | CRC インスタグラムライブコンサート                               |
| 2022年4月29日  | CRC インスタグラムライブコンサート                               |
| 2022年5月31日  | CRC インスタグラムライブコンサート                               |
| 2022年6月28日  | CRC インスタグラムライブコンサート                               |
| 2022年7月24日  | CRC第1回オフ会                                                   |
| 2022年7月25日  | CRCインスタグラムライブ(トークのみ)                              |
| 2022年8月29日  | CRCインスタグラムライブコンサート                                |
| 2022年9月30日  | CRCインスタグラムライブコンサート                                |
| 2022年10月31日 | CRCインスタグラムライブコンサート                                |
| 2022年12月7日  | CRCインスタグラムライブコンサート OZAKI NIGHT                    |
| 2022年12月24日 | HIROYA OZAKI CHRISTMAS EVE IN KYOTO 生配信 インスタグラムライブ  |
| 2022年12月28日 | CRCインスタグラムライブコンサート                                |
| 2023年1月30日  | CRCインスタグラムライブ                                          |
| 2023年2月28日  | CRCインスタグラムライブ                                          |
| 2023年3月27日  | CRCインスタグラムライブコンサート HIROYA DAY                     |
| 2023年4月28日  | CRCインスタグラムライブ                                          |
| 2023年5月29日  | CRCインスタグラムライブ                                          |
| 2023年6月30日  | CRCインスタグラムライブ                                          |
| 2023年7月15日  | CRC第2回オフ会                                                   |
| 2023年8月4日   | CRCインスタグラムライブ                                          |
| 2023年8月28日  | CRCインスタグラムライブ                                          |
| 2023年9月27日  | CRCインスタグラムライブ                                          |
| 2023年10月31日 | CRCインスタグラムライブ                                          |
| 2023年11月30日 | CRCインスタグラムライブ                                          |
| 2023年12月24日 | CRCインスタグラムライブ                                          |
| 2024年1月31日  | CRCインスタグラムライブ                                          |
| 2024年2月29日  | CRCインスタグラムライブ                                          |
| 2024年3月29日  | CRCインスタグラムライブ                                          |
| 2024年4月29日  | CRCインスタグラムライブ                                          |
| 2024年5月31日  | CRCインスタグラムライブ                                          |
| 2024年7月1日   | CRCインスタグラムライブ                                          |
| 2024年7月21日  | CRC第3回オフ会 チェアマン 35th BIRTHDAY RADIO                    |
| 2024年7月31日  | CRCインスタグラムライブ                                          |
| 2024年9月6日   | CRCインスタグラムライブ                                          |
| 2024年9月30日  | CRCインスタグラムライブ                                          |
| 2024年10月31日 | CRCインスタグラムライブ                                          |
| 2024年11月28日 | CRCインスタグラムライブ                                          |
| 2024年12月20日 | CRCインスタグラムライブ                                          |
| 2025年1月31日  | CRCインスタグラムライブ                                          |
| 2025年2月27日  | CRCインスタグラムライブ                                          |
| 2025年3月31日  | CRCインスタグラムライブ                                          |
| 2025年4月30日  | CRCインスタグラムライブ                                          |
| 2025年5月29日  | CRCインスタグラムライブ                                          |
| 2025年6月30日  | CRCインスタグラムライブ                                          |
| 2025年7月13日  | 尾崎裕哉 36th Birthday Party - CRC 2025 オフ会 -                 |
| 2025年8月12日  | CRC Youtube Live 限定配信                                        |

## テレビ・配信
| 放送日                | 番組名 | 放送局               | 備考                                                                                     |
| --------------------- | --- | -------------------- | ---------------------------------------------------------------------------------------- |
| 2012年9月14日         | 中居正広の金曜日のスマたちへ                                                                                      | TBS系                |                                                                                          |
| 2015年4月24日         | ザ・ミリオンセラー 尾崎豊〜十七歳の地図                                                                           | BSフジ               |                                                                                          |
| 2016年7月16日         | 音楽の日 | TBS系                |                                                                                          |
| 2016年9月4日          | 父・尾崎豊を見つめて 裕哉 26歳の旅立ち                                                                            | NHK BSプレミアム     |                                                                                          |
| 2016年9月19日         | ミュージックステーション 30周年記念音楽特番『ウルトラFES 2016』                                                   | テレビ朝日系         |                                                                                          |
| 2016年10月21日        | ミュージックステーション                                                                                          | テレビ朝日系         |                                                                                          |
| 2016年11月19日        | Sound Inn "S" | BS-TBS               |                                                                                          |
| 2017年3月17日         | ミュージックステーション                                                                                          | テレビ朝日系         |                                                                                          |
| 2017年3月31日         | ミュージックステーション3時間SP                                                                                   | テレビ朝日系         |                                                                                          |
| 2017年4月1日          | COUNT DOWN TV | TBS系列              |                                                                                          |
| 2017年4月8日          | COUNT DOWN TV | TBS系列              |                                                                                          |
| 2017年4月13日         | SONGS | NHK総合テレビジョン  |                                                                                          |
| 2017年4月29日         | ZIP!春フェス 2017                                                                                                 | 日テレプラス         |                                                                                          |
| 2017年5月2日 - 5月5日 | ZOOM UP! | MUSIC ON! TV         |                                                                                          |
| 2017年5月6日          | MTV LIVE：尾崎裕哉 - LET FREEDOM RING TOUR 2017 -                                                                 | MTV                  |                                                                                          |
| 2017年5月12日         | ミュージャック | 関西テレビ           |                                                                                          |
| 2017年6月18日         | ARABAKI ROCK FEST.2017                                                                                            | フジテレビNEXT       |                                                                                          |
| 2017年7月15日         | 音楽の日 | TBS系                |                                                                                          |
| 2017年7月16日         | FM802MEET THE WORLD BEAT2017生中継                                                                                | スペースシャワーTV   |                                                                                          |
| 2017年9月23日         | 熱狂ライブ!MONSTER baSH2017                                                                                       | NHK BSプレミアム     |                                                                                          |
| 2017年9月30日         | ROCK IN JAPAN FESTIVAL 2017                                                                                       | WOWOWライブ          |                                                                                          |
| 2017年9月30日         | COUNT DOWN TV | TBS系列              |                                                                                          |
| 2017年10月18日        | スッキリ | 日本テレビ系列       | #HARUNAまとめ コーナー。テレビ初生歌唱                                                   |
| 2018年1月26日         | 独占初放送! M-ON! LIVE 尾崎裕哉 「SEIZE THE DAY TOUR 2017」                                                       | MUSIC ON! TV         |                                                                                          |
| 2018年3月14日         | スカパー音楽祭2018                                                                                                | BSスカパー           |                                                                                          |
| 2018年6月23日         | ARABAKI ROCK FEST.2018                                                                                            | フジテレビNEXT       |                                                                                          |
| 2018年10月6日         | オハラブレイク'18夏                                                                                               | フジテレビNEXT       |                                                                                          |
| 2019年1月12日         | 双発機 石崎ひゅーい vs 尾崎裕哉                                                                                   | BS-TBS、PARAVI       |                                                                                          |
| 2019年6月16日         | 尾崎裕哉 ONE MAN STAND SPRING 2019                                                                                | テレ朝チャンネル1    |                                                                                          |
| 2019年7月13日         | 音楽の日 | TBS系                |                                                                                          |
| 2019年10月5日         | オハラブレイク'19夏                                                                                               | フジテレビNEXT       | 共演:石崎ひゅーい(双発機)                                                                |
| 2019年11月16日        | ミュージックフェア                                                                                                | フジテレビ           |                                                                                          |
| 2020年3月16日         | CDTVスペシャル!卒業ソング音楽祭 2020                                                                              | TBS系                |                                                                                          |
| 2020年10月26日        | CDTVライブ!ライブ!2時間スペシャル                                                                                 | TBS系                |                                                                                          |
| 2020年10月26日        | プレミアMelodiX!                                                                                                  | テレビ東京           |                                                                                          |
| 2020年11月23日        | SONGS OF TOKYO | NHK WORLD JAPAN      |                                                                                          |
| 2021年5月15日         | ミュージックフェア                                                                                                | フジテレビ系列の一部 | 尾崎豊特集                                                                               |
| 2021年7月14日         | FNS歌謡祭2021 夏                                                                                                  | フジテレビ           | 共演:石崎ひゅーい                                                                        |
| 2021年9月13日         | CDTVライブ!ライブ!                                                                                                | TBS系                |                                                                                          |
| 2021年9月26日         | 行列のできる相談所                                                                                                | 日テレ               | 自身初のバラエティ番組出演                                                               |
| 2021年10月30日        | ミュージックフェア                                                                                                | フジテレビ系列の一部 |                                                                                          |
| 2021年11月1日         | プレミアMelodix!                                                                                                  | テレビ東京           |                                                                                          |
| 2021年11月11日        | クラシックTV | NHK教育テレビジョン  |                                                                                          |
| 2021年11月28日        | 行列のできる相談所                                                                                                | 日本テレビ           | 人生初ドッキリを仕掛けられ、尊敬するアーティストの1人、Ed Sheeranとリモート共演          |
| 2022年2月11日         | ミュージックステーション恋うた3時間SP                                                                             | テレビ朝日 系列      | アーティストが選ぶ恋うたランキングで父、尾崎豊の楽曲「I LOVE YOU」が１位となり同曲を歌唱 |
| 2022年7月24日         | ONE HOUR SENSE #599                                                                                               | フジテレビ           |                                                                                          |
| 2022年8月20日         | 輝き続ける尾崎豊                                                                                                  | BSフジ               |                                                                                          |
| 2023年4月17日         | CDTVライブ!ライブ!2時間スペシャル                                                                                 | TBS                  |                                                                                          |
| 2023年4月18日         | うたコン | NHK総合テレビジョン  | NHKホール生放送                                                                          |
| 2023年5月9日          | しおこうじ玉井詩織×坂崎幸之助お台場フォーク村 第144夜 「坂崎幸之助のお台場J-POP SCHOOL」第2回スタプラ大好きまつり | フジテレビNEXT       | 生放送                                                                                   |
| 2023年5月19日         | ミュージックステーション2時間SP                                                                                   | テレビ朝日 系列      | 生放送                                                                                   |
| 2023年5月27日         | しおこうじ玉井詩織×坂崎幸之助お台場フォーク村 第144夜 尾崎裕哉延長戦 完全版                                       | フジテレビNEXT       | 生放送時カットされた歌唱部分を含む                                                       |
| 2023年10月29日        | 関ジャム 完全燃SHOW                                                                                               | テレビ朝日           | シンガーソングライター「尾崎豊特集」にゲスト出演                                         |
| 2024年2月13日         | ごきげんライフスタイル よ〜いドン!                                                                                | 関西テレビ           | 生放送                                                                                   |
| 2024年2月13日         | 旬感LIVE とれたてっ!                                                                                              | 関西テレビ           | 生放送                                                                                   |
| 2025年1月2日          | プレミアMelodix!スペシャル2025                                                                                    | テレビ東京           |                                                                                          |
| 2025年1月20日         | ごきげんライフスタイル よ〜いドン!                                                                                | 関西テレビ           | 生放送                                                                                   |
| 2025年1月20日         | 旬感LIVE とれたてっ!                                                                                              | 関西テレビ           | 生放送                                                                                   |

### ライブ配信
| 公開日               | タイトル | 配信媒体                          | 備考                         |
| -------------------- | --- | --------------------------------- | ---------------------------- |
| 2017年3月22日        | スペースシャワーTV 尾崎裕哉 緊急生配信 〜始まりの日〜                                                       | スペシャアプリ・LINE LIVE         |                              |
| 2017年7月31日        | タテライブ #35 尾崎裕哉                                                                                     | LINE LIVE                         |                              |
| 2017年10月7日        | BPM〜BEST PEOPLE's MUSIC〜#50                                                                               | AbemaTV                           |                              |
| 2020年5月29日        | 尾崎裕哉 MUSIC/SLASH TEST STREAM LIVE                                                                       | MUSIC/SLASH                       |                              |
| 2021年2月14日        | FIVE LIVE STORY -A Special Live -Streaming Show for Valentine's Day                                         | 尾崎裕哉 Official Youtube Channel |                              |
| 2021年4月18日        | FIVE LIVE STORY HIROYA OZAKI ONLINE LIVE                                                                    | 尾崎裕哉 Official Youtube Channel |                              |
| 2021年6月20日        | FIVE LIVE STORY HIROYA OZAKI ONLINE LIVE in FATHER’S DAY                                                    | 尾崎裕哉 Official Youtube Channel |                              |
| 2021年6月26日        | billboard classics Symphonic Concert "Grand Duo" 2021 石崎ひゅーい×尾崎裕哉 ～双発機～ 東京文化会館大ホール | billboard classics                |                              |
| 2021年7月4日         | 24時間TikTok Live 2021                                                                                      | TikTok JAPAN                      |                              |
| 2021年7月24日        | 尾崎裕哉 BIRTHDAY SESSION                                                                                   | MUSIC SLASH                       |                              |
| 2021年8月31日        | FIVE LIVE STORY HIROYA OZAKI ONLINE LIVE 夏の終りに聴きたい曲                                               | 尾崎裕哉 Official Youtube Channel |                              |
| 2021年12月23日       | 尾崎裕哉 LIVE IN THE WOODS                                                                                  | MUSIC SLASH                       | 収録配信                     |
| 2021年12月31日       | 第5回ももいろ歌合戦 〜届け！希望の彼方へ〜                                                                  | AbemaTV                           | 生配信及び曲別アーカイブ配信 |
| 2022年6月1日〜6月7日 | RENAISSANCE CLASSICS TOKYO SYMOHONIC WAVE 2022                                                              | ZAIKO(ローチケLIVE STREAMING)     |                              |

## ラジオ

### 担当番組
| 放送期間                      | 番組名                                                           | 放送局     | 備考 |
| ----------------------------- | ---------------------------------------------------------------- | ---------- | --- |
| 2010年10月2日 - 2013年3月29日 | CONCERNED GENERATION                                             | InterFM    | 音楽を手段に世界の問題を解決していきたいという志を持って活動を始めた尾崎裕哉がメインパーソナリティを務めた初担当番組。                       |
| 2013年4月4日 - 2015年3月30日  | BETWEEN THE LINES                                                | InterFM    | 海外の音楽作品を中心に歌詞を日本語で読み解きポエトリーリーディーディングと共に音楽の魅力を独自の目線で伝えた番組。                           |
| 2014年4月24日                 | John Mayer来日直前一時間特番 John Mayer Special ~ Meyer is Back~ | InterFM    | 大好きなジョン・メイヤー来日公演の直前にその魅力を熱く語る。 出演 尾崎裕哉/大友博                                                            |
| 2019年10月4日 - 2023年3月30日 | NIGHT TIME DREAMERS                                              | FM COCOLO  | リスナーからのメッセージへの回答を中心に尾崎裕哉の日常や音楽活動や考え方などをフラットなトークと独自目線の選曲で音楽とともに展開。           |
| 2023年10月1日 -               | JUST A LITTLE BIT                                                | ラジオ関西 | 毎日の“ほんのちょっと“が人生を豊にする。をテーマに、「今日どうしても伝えたいこと」、「限られた時間で、少しでもいいから伝えたいこと」をお届け |

## CM
- ANA『アメリカン・エキスプレス・ゴールド・カード』
- InterFM 企業CM「旅立ち篇」

## 著書
- 二世（2016年8月23日、新潮社）ISBN 978-4103502616

## タイアップ
| 起用年       | タイトル                   | タイアップ先                                                                                   |
| ------------ | -------------------------- | ---------------------------------------------------------------------------------------------- |
| 2016年       | 始まりの街                 | レコチョク CMソング                                                                            |
| 2017年       | Glory Days                 | 劇場版『交響詩篇エウレカセブン ハイエボリューション1』主題歌                                   |
| 2018年       | Glory Days                 | AbemaTV『AbemaTVツアー』テーマソング                                                           |
| 2022年       | Glory Days                 | 福岡ソフトバンクホークス 球場演出曲(最終回)                                                    |
| 2018年       | この空をすべて君に         | 蒼天の拳-REGENESIS- 第二期エンディングテーマ                                                   |
| 2022年       | 僕がつなぐ未来             | 新潟県内民放4局リレー放送、水田地域密着ドラマ｢炊飯道｣テーマ曲                                  |
| 2022年       | 迷わず進め                 | 新潟県内民放4局リレー放送、水田地域密着ドラマ｢炊飯道｣エンディング曲                            |
| 2023年5月8日 | イメージキャストとして起用 | GAP SUMMER'23【特集】サマーカラーコレクション 「JOY OF COLOR」公式サイト、公式アプリ、公式LINE |

## 親族
- 祖父：尾崎健一 - 陸上自衛隊・元事務官
- 伯父：尾崎康 - 弁護士・元裁判官・埼玉弁護士会会長
- 父：尾崎豊 - 歌手
- 母：尾崎繁美

## 関連書籍
- 親愛なる遥いあなたへ：尾崎豊と分けあった日々 - 尾崎繁美・著（1998年5月、東京書籍）ISBN 4-487-75408-9